# Rougemont (Doubs)
Pour les articles homonymes, voir Rougemont.
Rougemont est une commune française située dans le département du Doubs, la région culturelle et historique de Franche-Comté et la région administrative Bourgogne-Franche-Comté.
Ses habitants sont appelés les Rubrimontains et Rubrimontaines.

## Géographie

### Localisation
Rougemont est situé à la frontière entre le Doubs et la Haute-Saône. La ville la plus proche est Baume-les-Dames.
Le village de Rougemont est traversé par le ruisseau de Gouhelans, affluent rive gauche de l'Ognon qui passe à l'ouest de la commune.

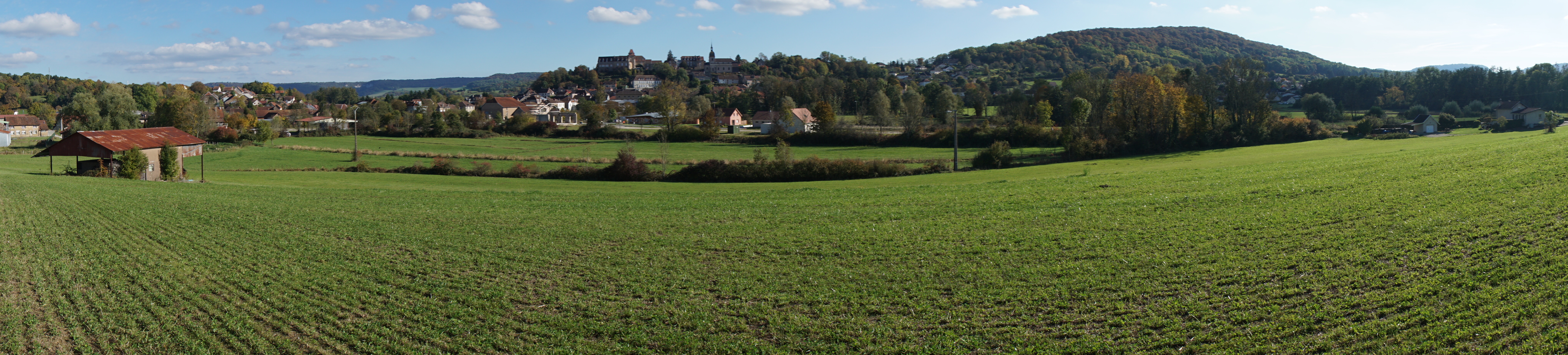
Vue générale et paysage de Rougemont.

### Communes limitrophes
Les communes limitrophes sont Pont-sur-l'Ognon, Bonnal, Cubrial, Cuse-et-Adrisans, Gondenans-les-Moulins, Gouhelans, Mondon, Montagney-Servigney, Puessans, Tressandans et Thieffrans.

### Climat
Pour des articles plus généraux, voir Climat de la Bourgogne-Franche-Comté et Climat du Doubs.
En 2010, le climat de la commune est de type climat de montagne, selon une étude du Centre national de la recherche scientifique s'appuyant sur une série de données couvrant la période 1971-2000. En 2020, Météo-France publie une typologie des climats de la France métropolitaine dans laquelle la commune est exposée à un climat semi-continental et est dans la région climatique  Lorraine, plateau de Langres, Morvan, caractérisée par un hiver rude (1,5 °C), des vents modérés et des brouillards fréquents en automne et hiver. 
Pour la période 1971-2000, la température annuelle moyenne est de 10,3 °C, avec une amplitude thermique annuelle de 17,3 °C. Le cumul annuel moyen de précipitations est de 1 186 mm, avec 13,5 jours de précipitations en janvier et 10,4 jours en juillet. Pour la période 1991-2020, la température moyenne annuelle observée sur la station météorologique de Météo-France la plus proche, « Villersexel Sa », sur la commune de Villersexel à 10 km à vol d'oiseau, est de 10,8 °C et le cumul annuel moyen de précipitations est de 1 037,9 mm. 
La température maximale relevée sur cette station est de 38,4 °C, atteinte le 8 août 2003 ; la température minimale est de −19,4 °C, atteinte le 20 décembre 2009,,. 
Les paramètres climatiques de la commune ont été estimés pour le milieu du siècle (2041-2070) selon différents scénarios d'émission de gaz à effet de serre à partir des nouvelles projections climatiques de référence DRIAS-2020. Ils sont consultables sur un site dédié publié par Météo-France en novembre 2022.

## Urbanisme

### Typologie
Au 1er janvier 2024, Rougemont est catégorisée commune rurale à habitat dispersé, selon la nouvelle grille communale de densité à 7 niveaux définie par l'Insee en 2022.
Elle est située hors unité urbaine et hors attraction des villes,.

### Occupation des sols
L'occupation des sols de la commune, telle qu'elle ressort de la base de données européenne d’occupation biophysique des sols Corine Land Cover (CLC), est marquée par l'importance des territoires agricoles (59,6 % en 2018), une proportion sensiblement équivalente à celle de 1990 (59,9 %). La répartition détaillée en 2018 est la suivante : 
zones agricoles hétérogènes (43,9 %), forêts (32,4 %), terres arables (12 %), zones urbanisées (4 %), prairies (3,7 %), zones industrielles ou commerciales et réseaux de communication (2,5 %), eaux continentales (1,5 %). L'évolution de l’occupation des sols de la commune et de ses infrastructures peut être observée sur les différentes représentations cartographiques du territoire : la carte de Cassini (XVIIIe siècle), la carte d'état-major (1820-1866) et les cartes ou photos aériennes de l'IGN pour la période actuelle (1950 à aujourd'hui).

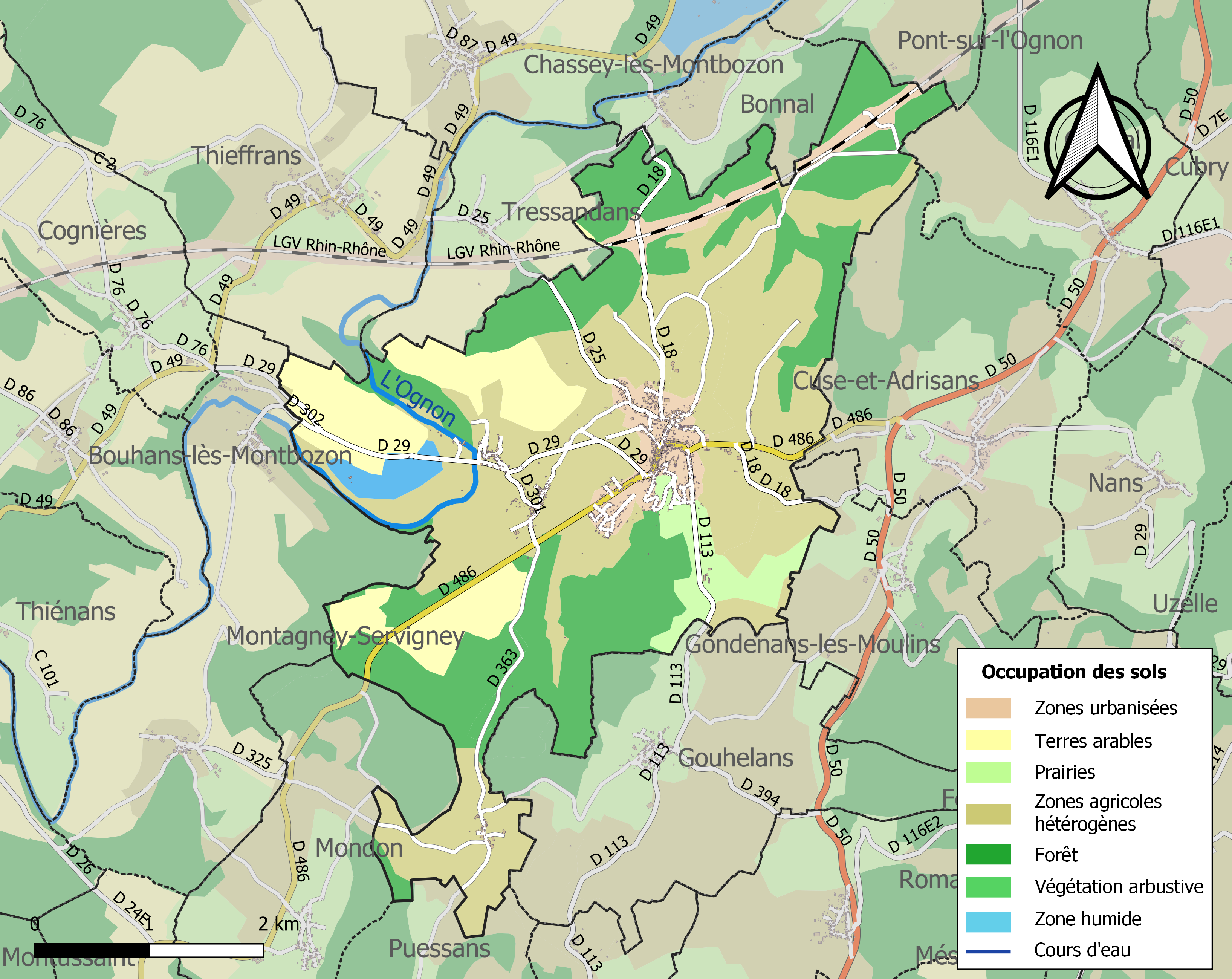
Carte des infrastructures et de l'occupation des sols de la commune en 2018 (CLC).

### Paysage
Du fait du manque d'industrialisation, Rougemont est resté un bourg sans urbanisation récente majeure. La cité construite sur la butte conserve une allure moyenâgeuse et authentique. Les pourtours de la cité adoptent une architecture plus récente. Plusieurs demeures ont un style très élaboré.

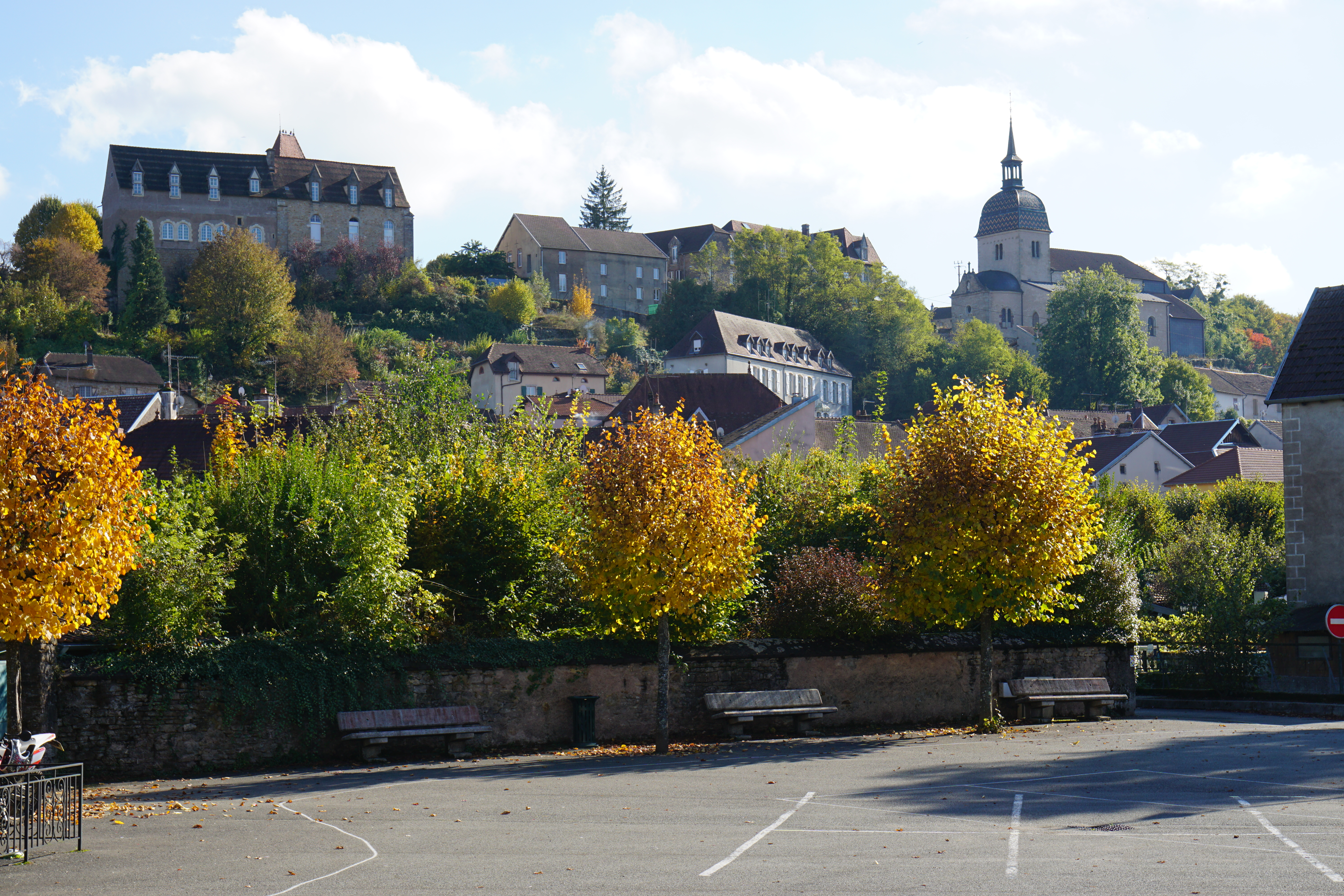
Vue sur la butte.
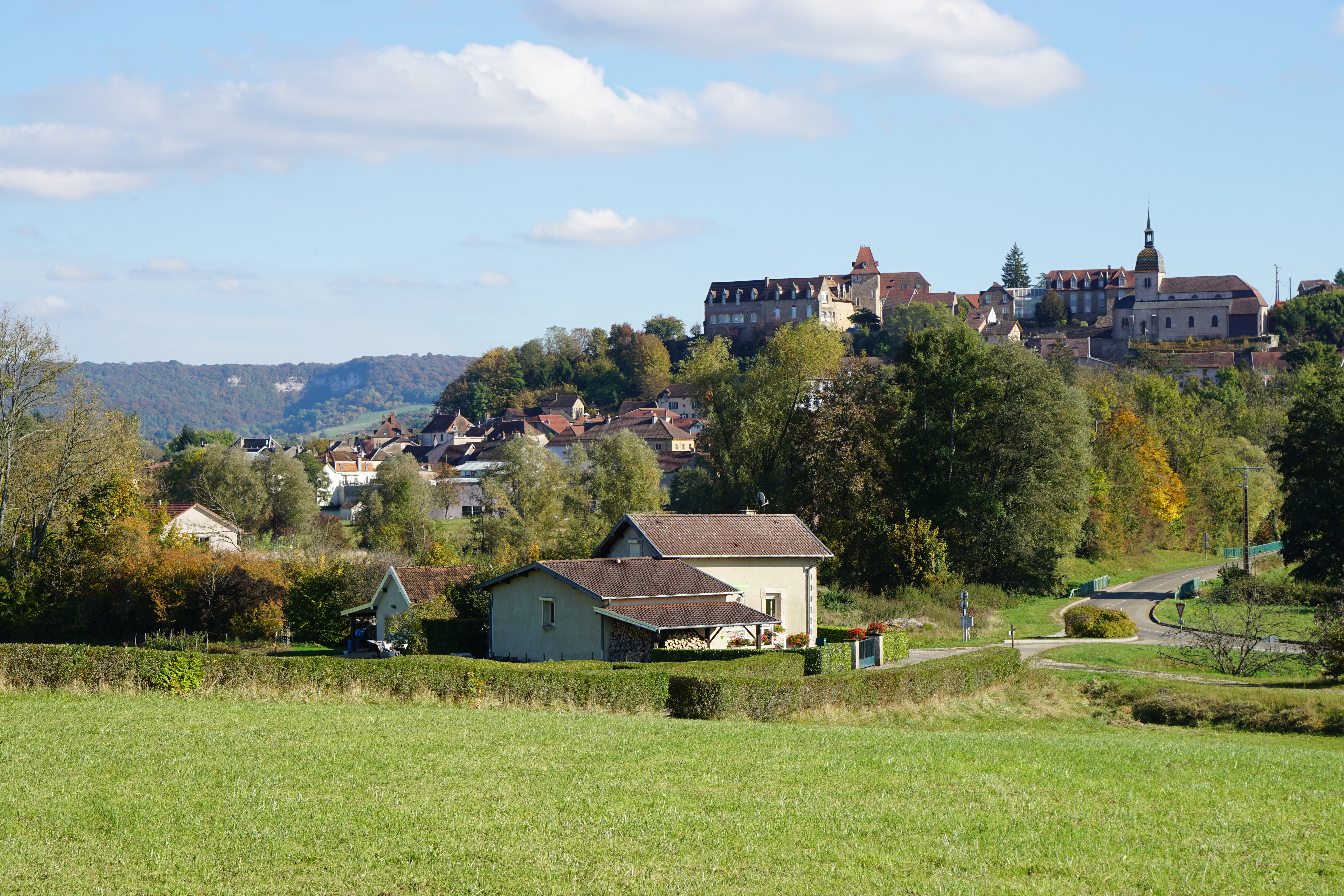
Paysage de collines.
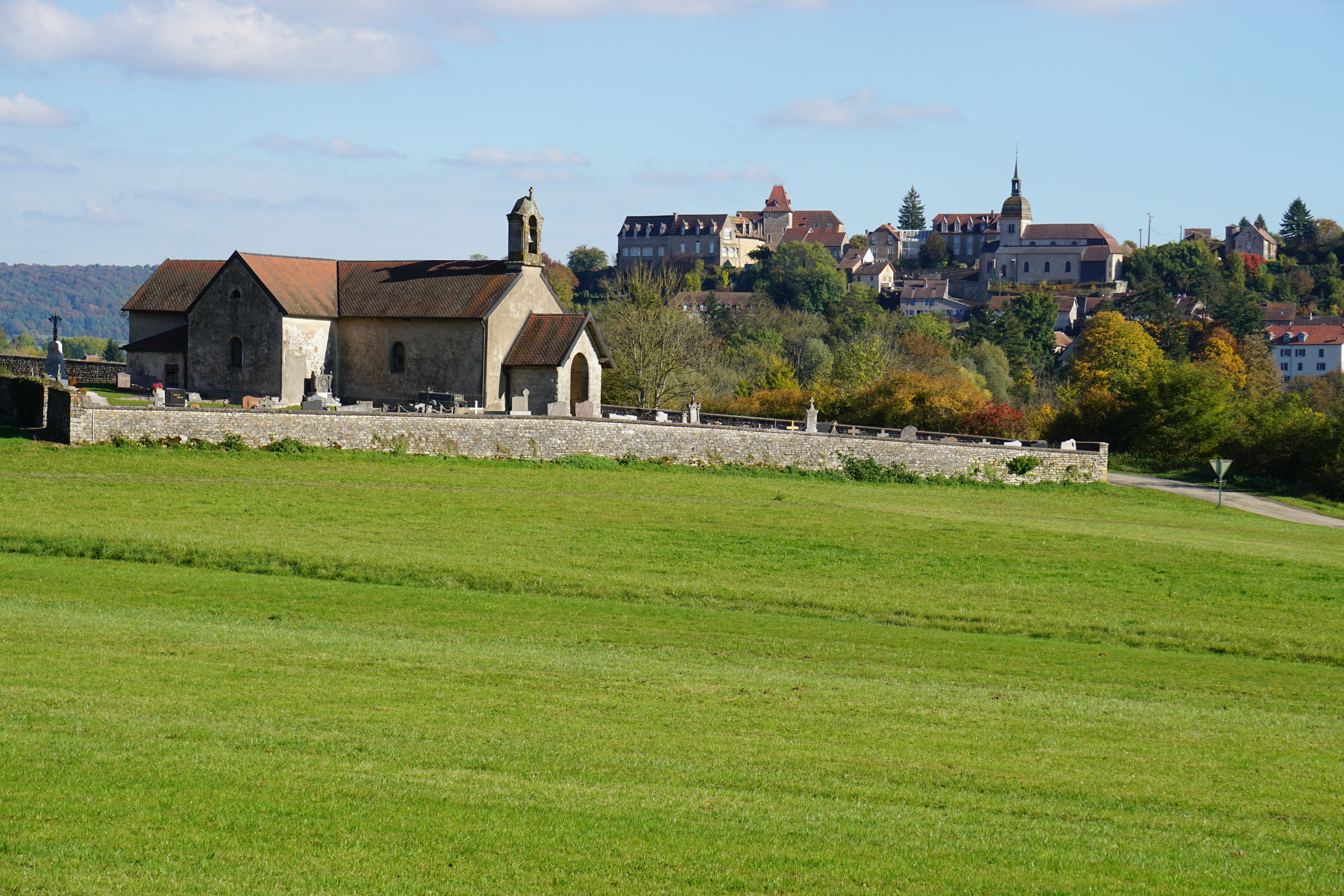
La chapelle Saint-Hilaire et la butte.
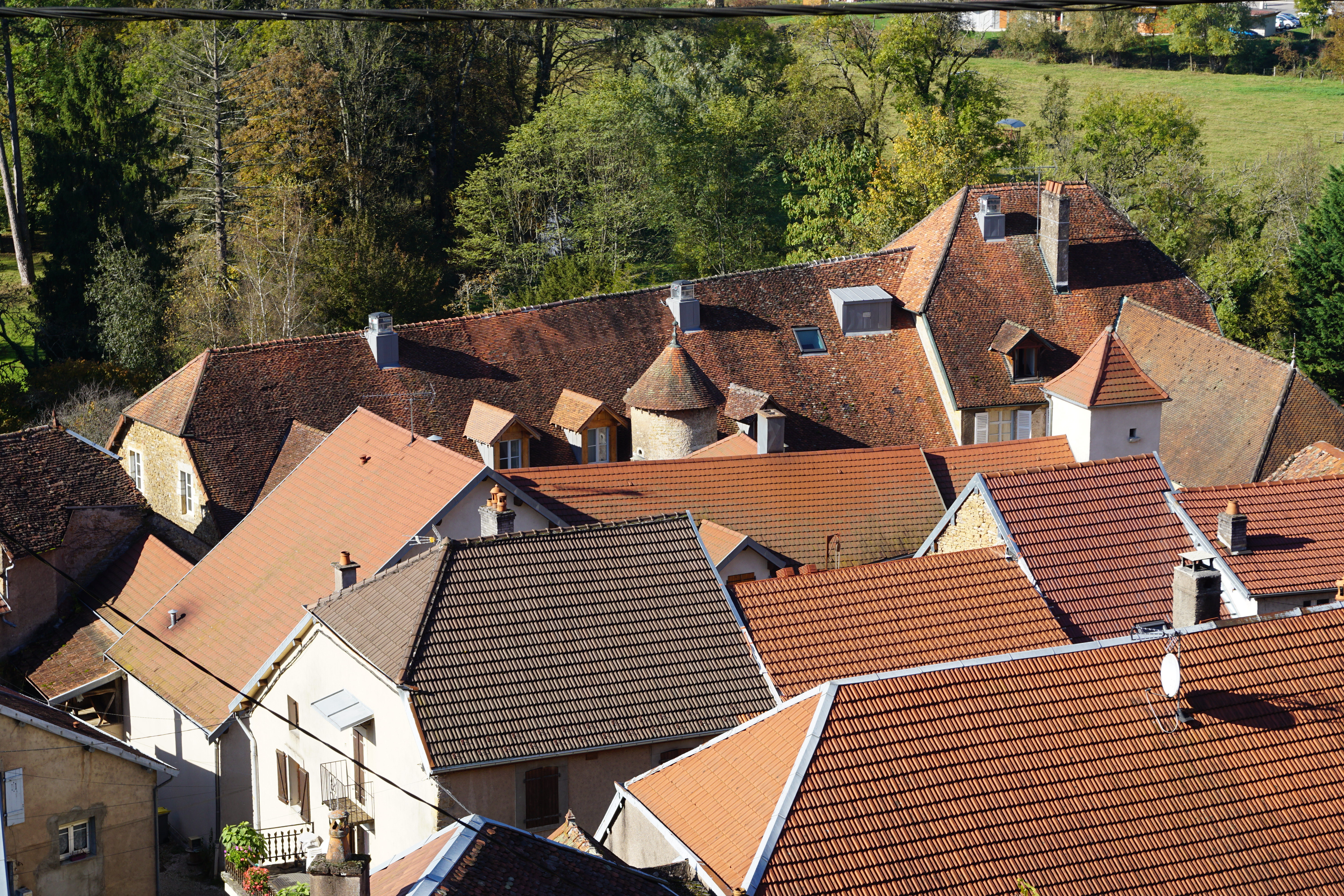
Habitat concentré du centre et toitures anciennes.

## Toponymie
Rubeomonte en 1090 ; Rubeimonte en 1189 ; Rogemont en 1276 ; Roigemont en 1292 ; Rougemont en 1314. Le 1er juillet 1973 ont été ajoutées les communes de Chazelot (depuis 1278) - Montferney (Montfernier devant Rougemont en 1339 ; Montferney en 1394 ; Montfarney en 1584) - Morchamps (Grangia de Morencens en 1141 ; Mulchans en 1174 ; Morchens en 118 ; Curiam de Morchans en 1196 ; Morchant en 1392 ; Mortchamp en 1394 ; Mourchamps au XVe siècle ; Morchamps depuis 1776).

## Histoire
Les premières traces d'activité humaine ont été mises au jour lors de fouilles dans les environs. Il s'agit d'un site préhistorique de Gondenans-les-Moulins. Des sépultures gallo-romaines ou mérovingiennes ont été découvertes dans la cité.
L'histoire de Rougemont est marquée par la construction d'un château dont il ne reste aucune ruine aujourd'hui. Par la suite, une citadelle est dressée sur la colline au XVIe siècle. Elle avait un donjon central, et quatre tours d'angle carrées, et était entourée d'un fossé. La chapelle seigneuriale se situait à l'emplacement de l'actuelle église. En 1439, Philibert de Mollans fonde dans ce village la confrérie de Saint-Georges. En 1450, faute d'avoir un descendant mâle, la famille des Rougemont disparut, et les terres changèrent plusieurs fois de mains. Rougemont fut également un lieu religieux grâce au couvent des cordeliers.
Gilbert Cousin aborde brièvement Rougemont dans sa Description de la Franche-Comté: "Rougemont, place opulente autrefois, maintenant presque détruite où tous les ans à la fête de Saint-Georges, les nobles de toute la Bourgogne s'assemblent et passent ce jour-là dans les cérémonies religieuses et dans les plaisirs. Cette fête a été instituée vers l'an 1370."
Le château fut démoli, car inhabité et non entretenu, en 1809.
Par la faute d'une industrialisation quasi inexistante, Rougemont est resté un bourg agricole, et n'a ainsi pas pu croître.

## Politique et administration

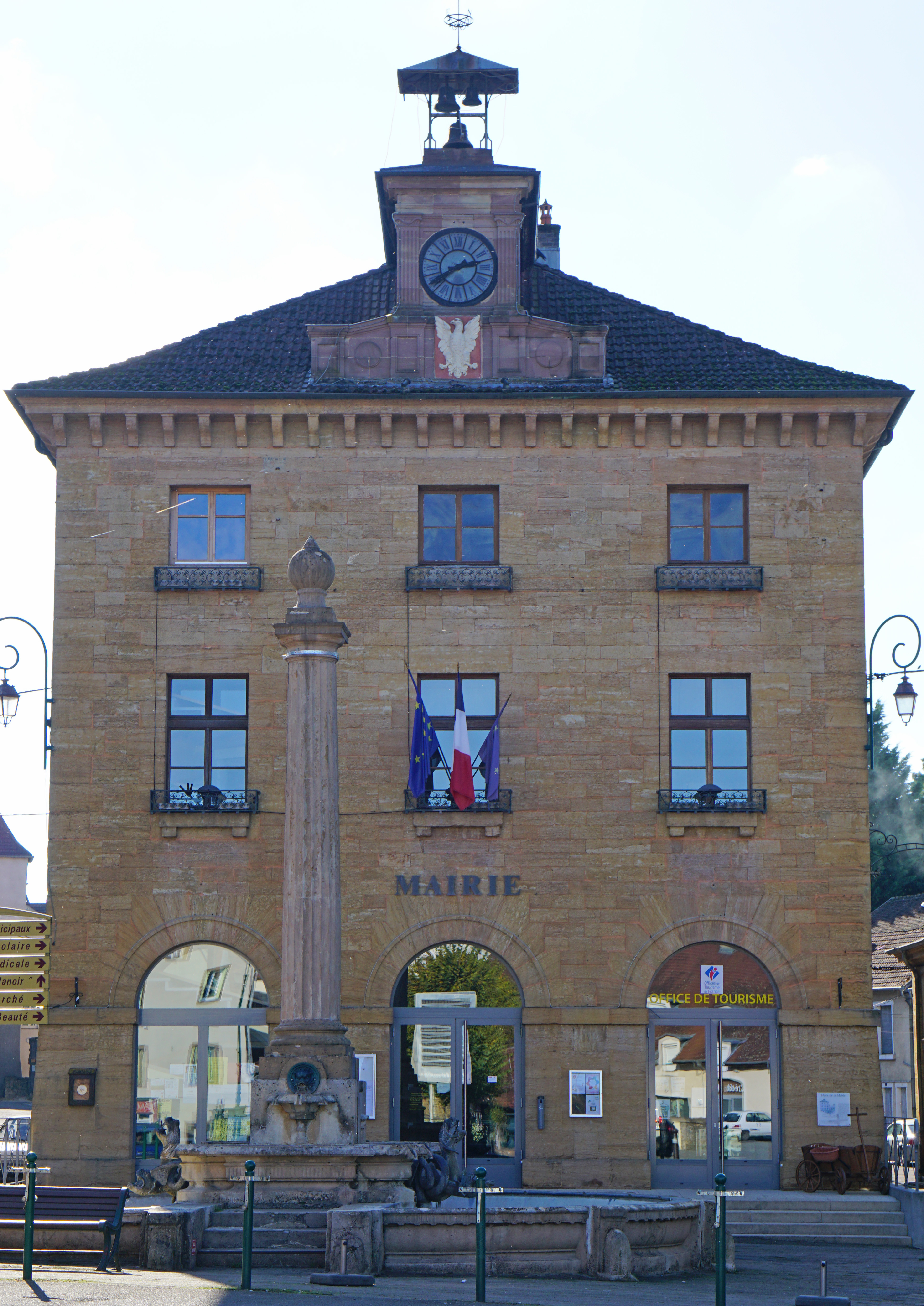
La mairie.

| Période                          | Période                     | Identité                                      | Étiquette | Qualité          |
| -------------------------------- | --------------------------- | --------------------------------------------- | --------- | ---------------- |
|                                  | 1789                        | Léonard Chichet                               |           | 1er maire élu    |
|                                  | prairial IV                 | Claude Ignace Bournois                        |           |                  |
|                                  | ventôse V                   | Jean Pierre Duvernet                          |           |                  |
| germinal V (mars 1797)           | ventôse VI                  | Xavier Simon                                  |           |                  |
| ventôse VI                       | ventôse VI (février 1798)   | Nicolas Chaudot                               |           |                  |
| germinal an VI (mars 1798)       | an VIII                     | François Linet                                |           |                  |
| thermidor an VIII (juillet 1808) | février 1808                | Jean Baptiste Briseux                         |           |                  |
| février 1808                     | août 1814                   | Jean Pierre Duvernet                          |           |                  |
| juin 1815                        | avril 1816                  | Félix Mercier                                 |           |                  |
| mai 1816                         | 1831                        | Claude François Guillemin                     |           |                  |
| 1832                             | 9 septembre 1839            | Félix Mercier                                 |           | mort en exercice |
| 1840                             | 1845                        | Joseph Guérin                                 |           |                  |
| décembre 1845                    | février 1846                | Jean-François Pourtier                        |           |                  |
| mars 1846                        | juin 1850                   | Claude François Chaudot                       |           |                  |
| août 1851                        | septembre 1853              | Hyppolite Coulon                              |           |                  |
| décembre 1853                    | juillet 1865                | Jean-François Bontront                        |           |                  |
| octobre 1865                     | novembre 1869               | Jean Baptiste Charles Duvernet                |           |                  |
| décembre 1869                    | 1875                        | Marie-Léonard Guillemin                       |           |                  |
| mars 1878                        | 1881                        | Jean Pierre Emile Revilliard                  |           |                  |
| avril 1881                       | 1902                        | Louis Guérin                                  |           |                  |
| avant 1988                       | ?                           | Lucien Clerc                                  |           |                  |
| mars 2001                        | juillet 2007 (décès)        | Bernard Burtz                                 |           |                  |
| septembre 2007                   | mars 2008                   | Philippe Gouverne                             |           |                  |
| mars 2008                        | En cours (au 1er juin 2020) | Thierry Salvi, Réélu pour le mandat 2020-2026 | DVG       | Fonctionnaire    |

## Population et société

### Démographie
L'évolution du nombre d'habitants est connue à travers les recensements de la population effectués dans la commune depuis 1793. Pour les communes de moins de 10 000 habitants, une enquête de recensement portant sur toute la population est réalisée tous les cinq ans, les populations de référence des années intermédiaires étant quant à elles estimées par interpolation ou extrapolation. Pour la commune, le premier recensement exhaustif entrant dans le cadre du nouveau dispositif a été réalisé en 2004.

En 2022, la commune comptait 1 012 habitants, en évolution de −13,36 % par rapport à 2016 (Doubs : +1,88 %, France hors Mayotte : +2,11 %).
| 1793  | 1800  | 1806  | 1821  | 1831  | 1836  | 1841  | 1846  | 1851  |
| ----- | ----- | ----- | ----- | ----- | ----- | ----- | ----- | ----- |
| 1 200 | 1 165 | 1 107 | 1 144 | 1 453 | 1 425 | 1 372 | 1 340 | 1 350 |

| 1856  | 1861  | 1866  | 1872  | 1876  | 1881  | 1886  | 1891  | 1896  |
| ----- | ----- | ----- | ----- | ----- | ----- | ----- | ----- | ----- |
| 1 239 | 1 272 | 1 334 | 1 242 | 1 273 | 1 160 | 1 154 | 1 146 | 1 118 |

| 1901  | 1906  | 1911  | 1921 | 1926 | 1931  | 1936 | 1946 | 1954 |
| ----- | ----- | ----- | ---- | ---- | ----- | ---- | ---- | ---- |
| 1 170 | 1 200 | 1 158 | 974  | 952  | 1 097 | 989  | 984  | 948  |

| 1962 | 1968 | 1975  | 1982  | 1990  | 1999  | 2004  | 2006  | 2009  |
| ---- | ---- | ----- | ----- | ----- | ----- | ----- | ----- | ----- |
| 878  | 916  | 1 110 | 1 179 | 1 200 | 1 233 | 1 232 | 1 246 | 1 229 |

| 2014  | 2019  | 2022  | - | - | - | - | - | - |
| ----- | ----- | ----- | - | - | - | - | - | - |
| 1 176 | 1 035 | 1 012 | - | - | - | - | - | - |

### Enseignement
Une école et un collège sont présents sur le territoire communal.

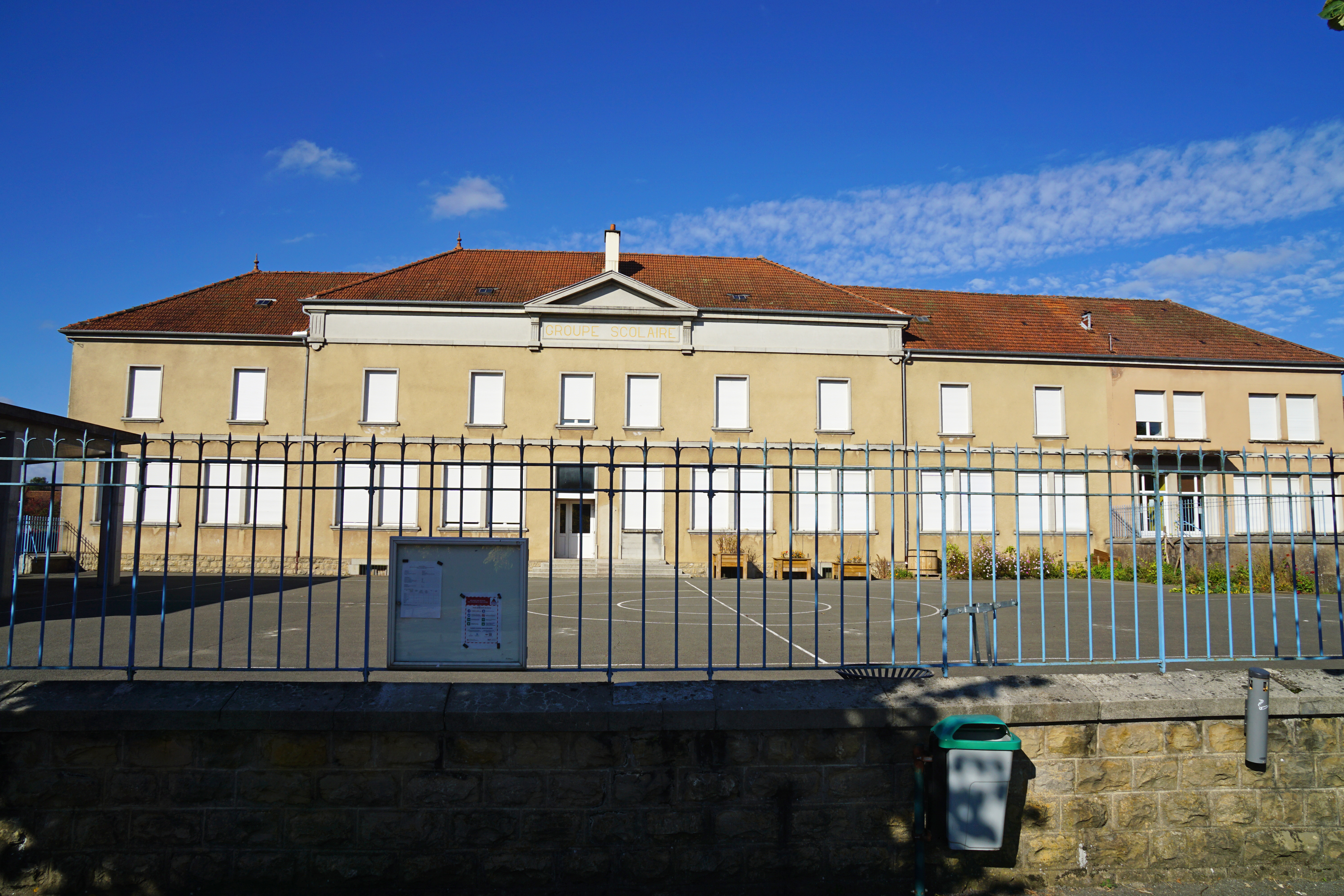
L'école.
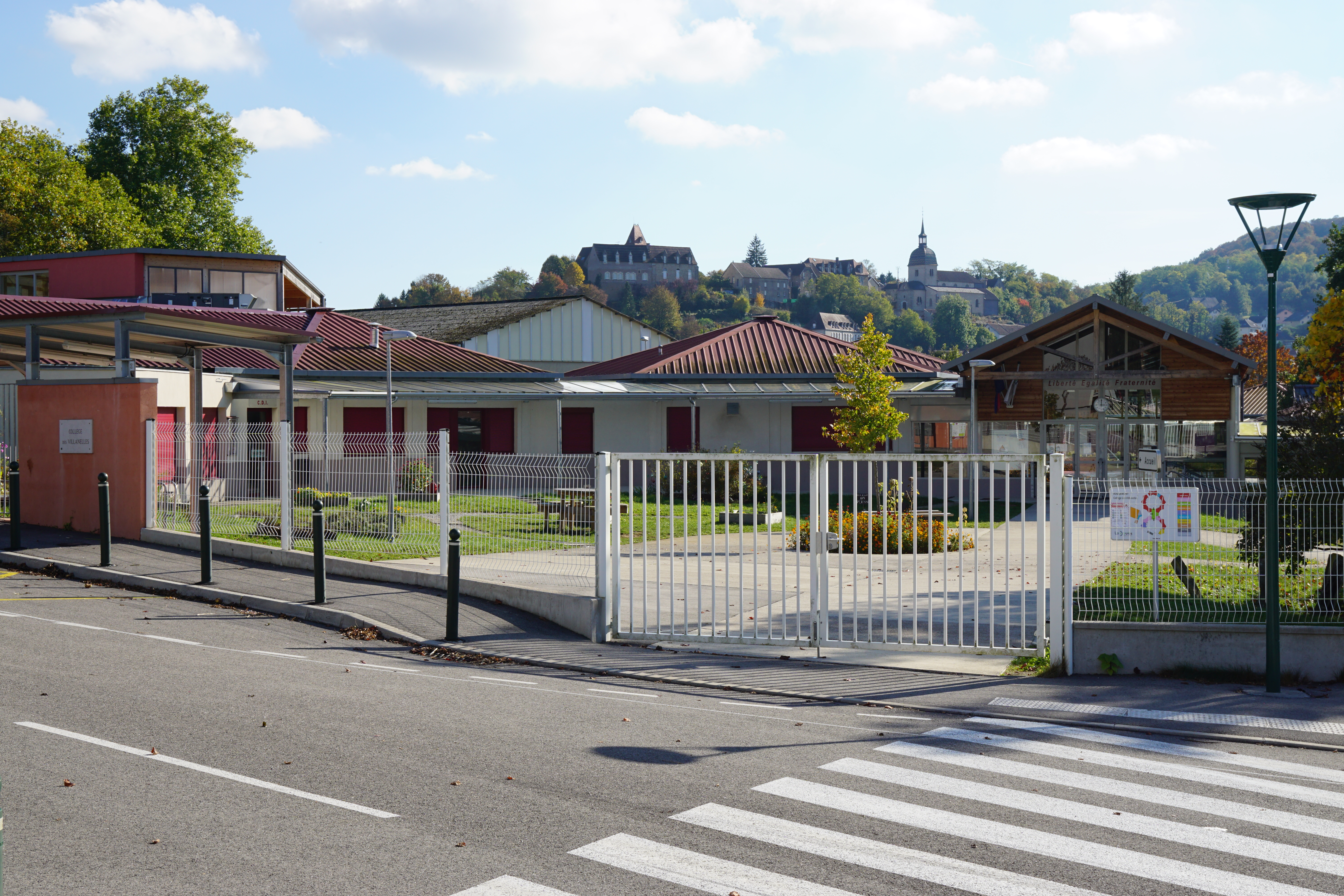
Le collège.

### Santé
La commune se situe à mi-chemin entre le centre hospitalier universitaire de Besançon, le centre hospitalier de Vesoul et l'hôpital Nord Franche-Comté situé à Trévenans.

### Services et équipements publics
La commune dispose d'un bureau de poste et d'une caserne de pompiers.

La caserne des pompiers.
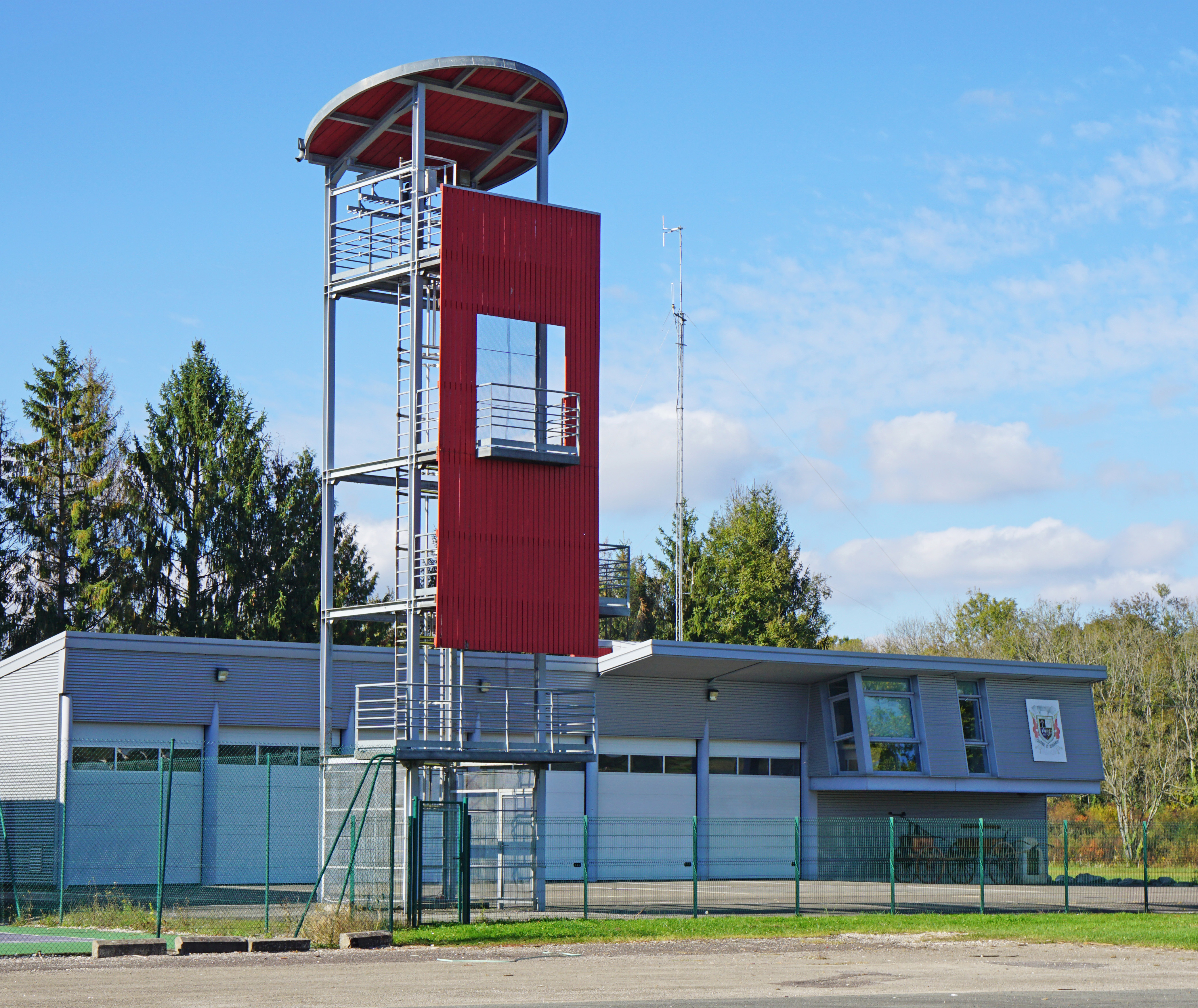
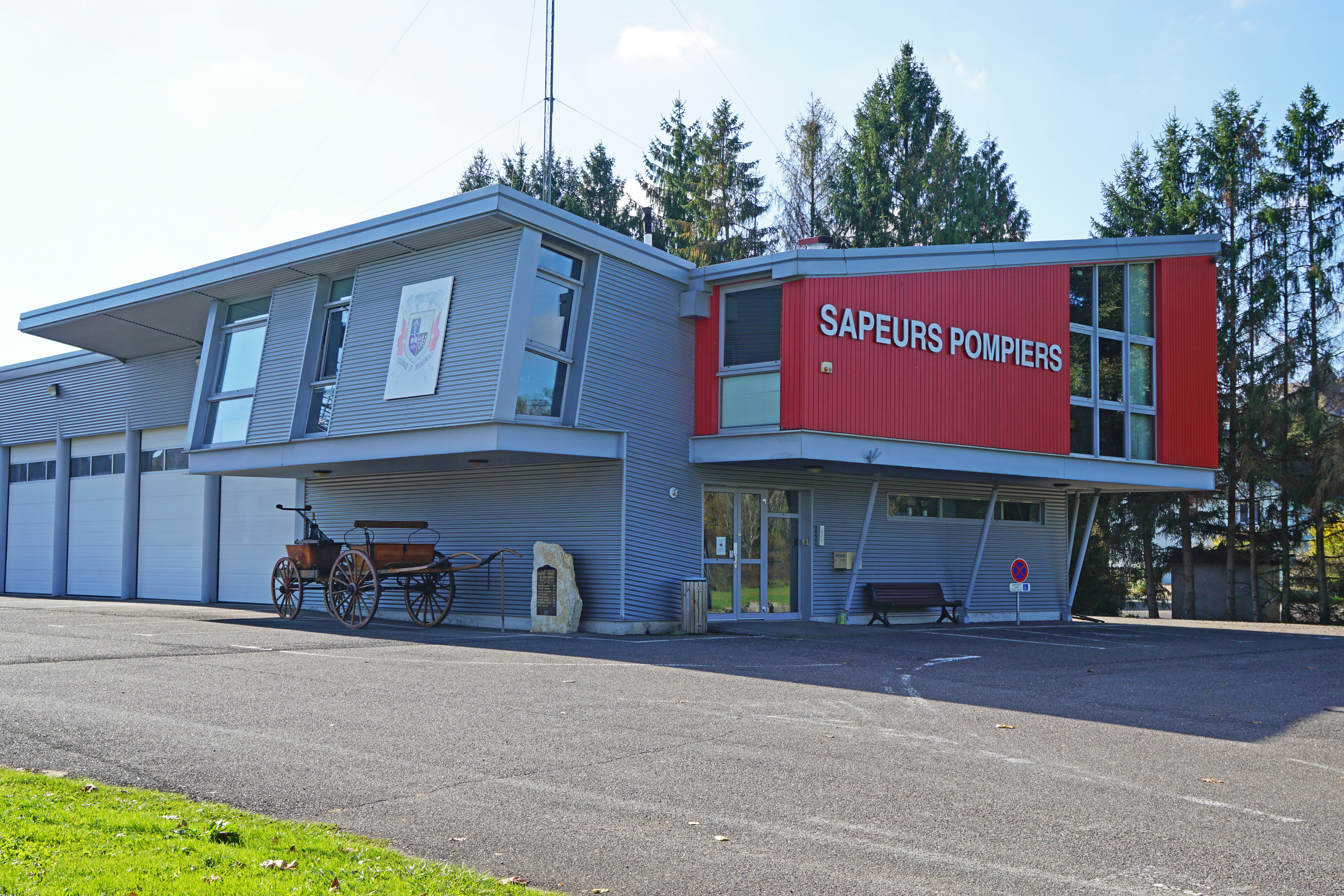

### Sports et loisirs
La commune dispose de deux terrains de football (l'un en gazon et l'autre stabilisé), d'un gymnase, d'un plateau d'EPS, d'un dojo, de deux courts de tennis (dont l'un est couvert).

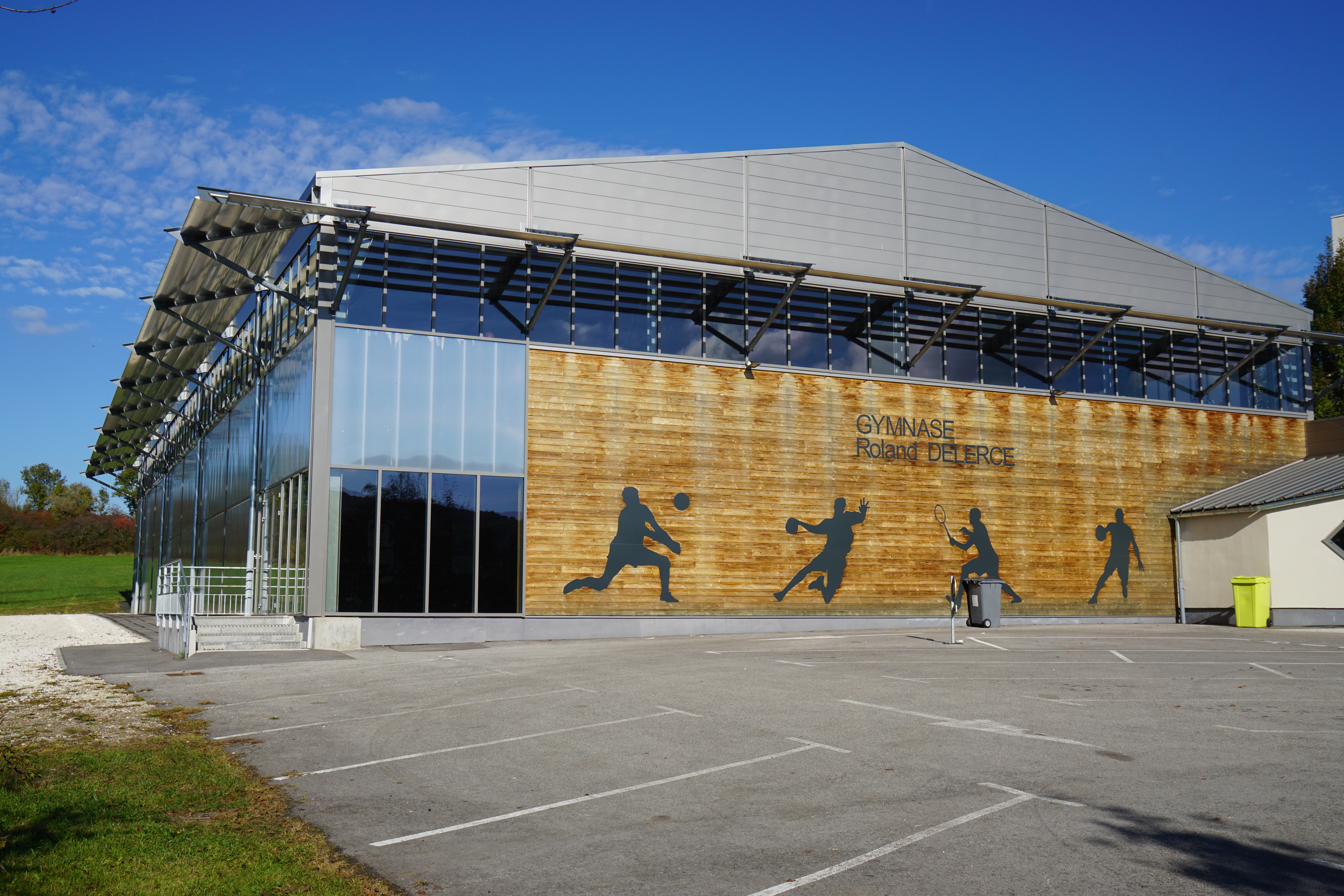
Le gymnase Roland Delerce.
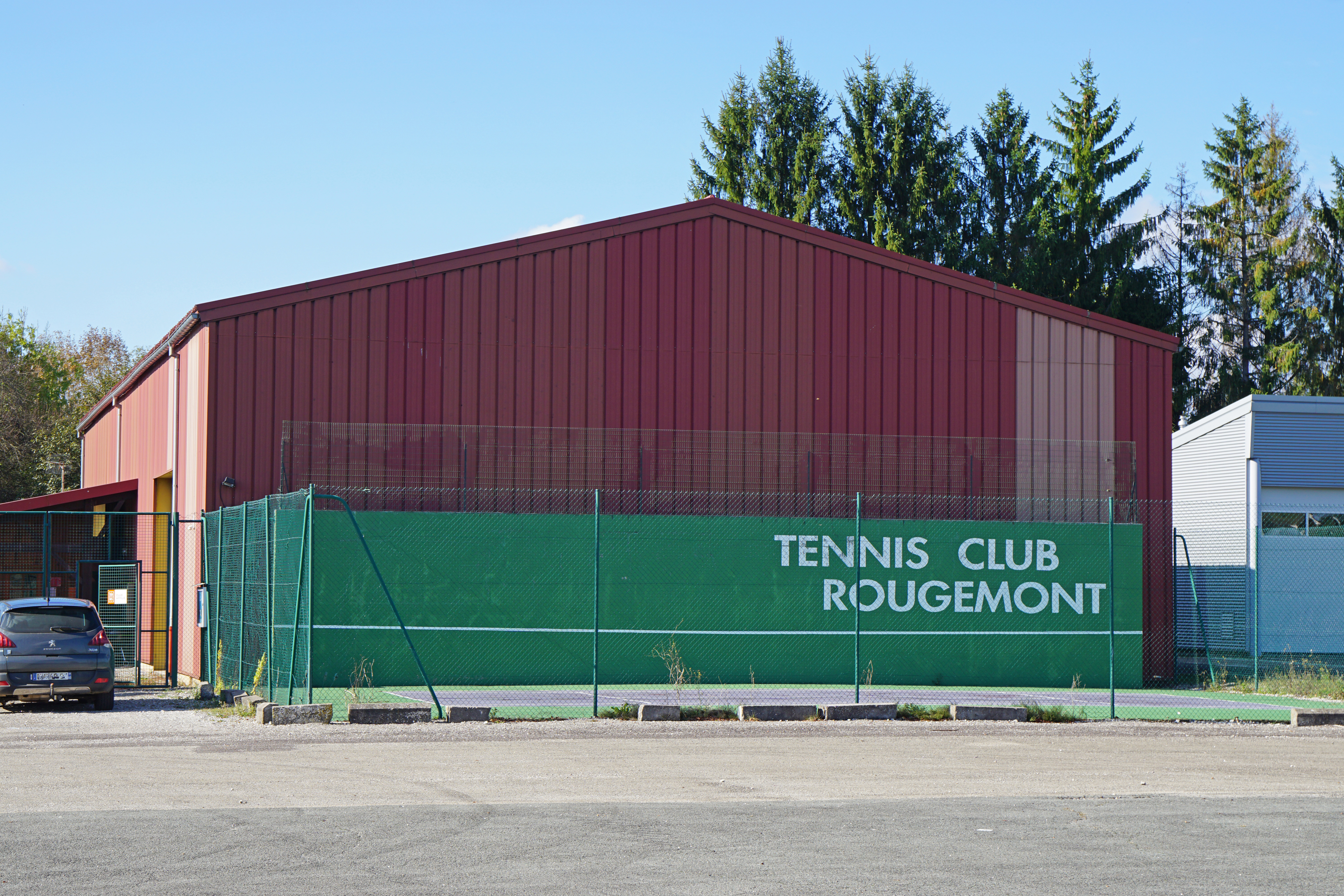
Le court de tennis couvert.
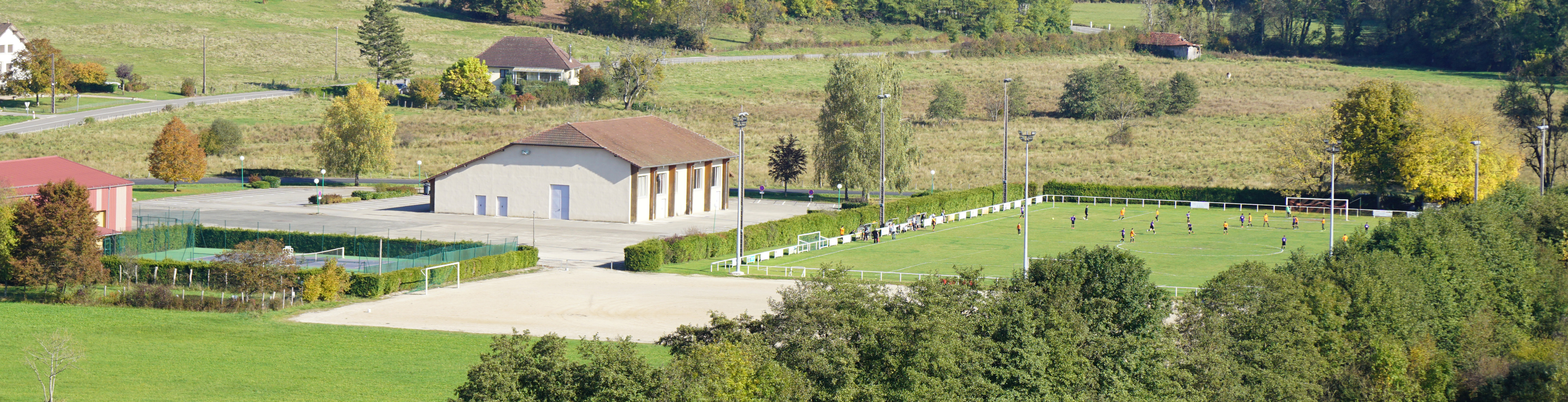
Vue sur les terrains de football et de tennis.

## Lieux et monuments
Rougemont bénéficie du label de Cité de Caractère de Bourgogne-Franche-Comté.

### Patrimoine religieux
- L'église[26] au clocher comtois et à l'architecture intérieure originale.
- La chapelle Saint-Hilaire.
- La chapelle Notre-Dame de Montaucivey[27].
- Le couvent des Cordeliers[28].
- La croix du carrefour de la gendarmerie du XVIe siècle, inscrite aux monuments historiques depuis 1990.

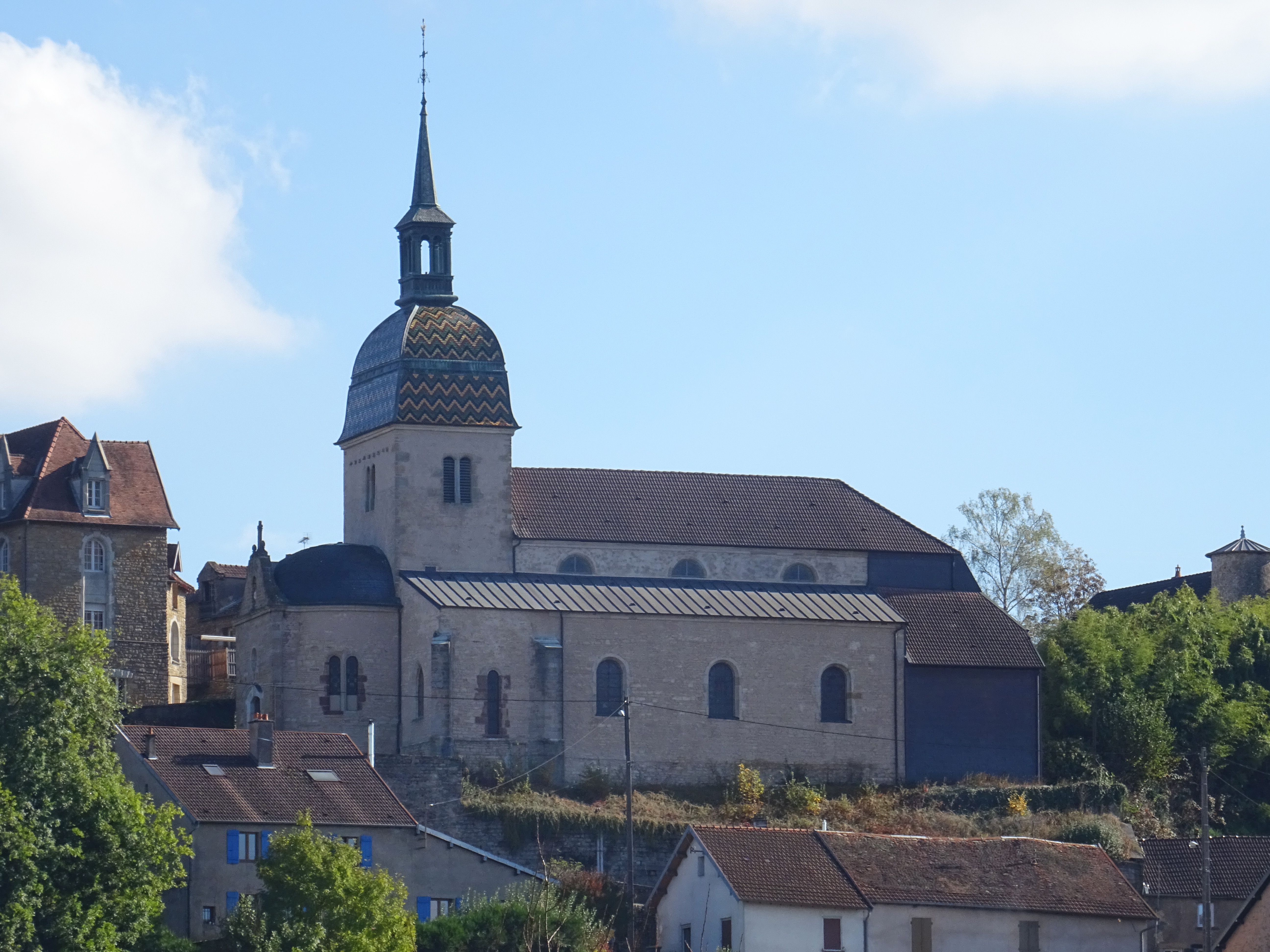
L'église.
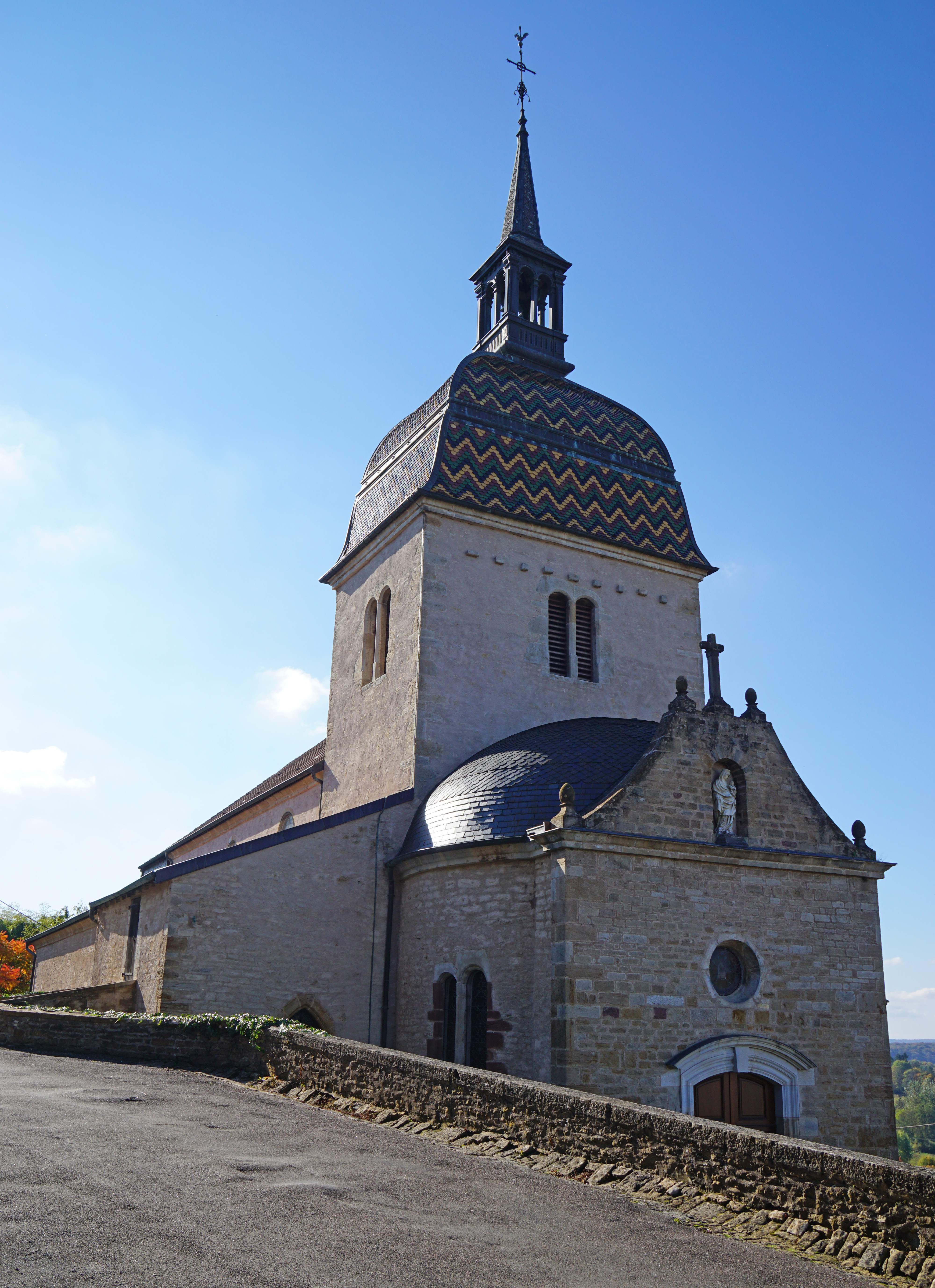
Clocher comtois.
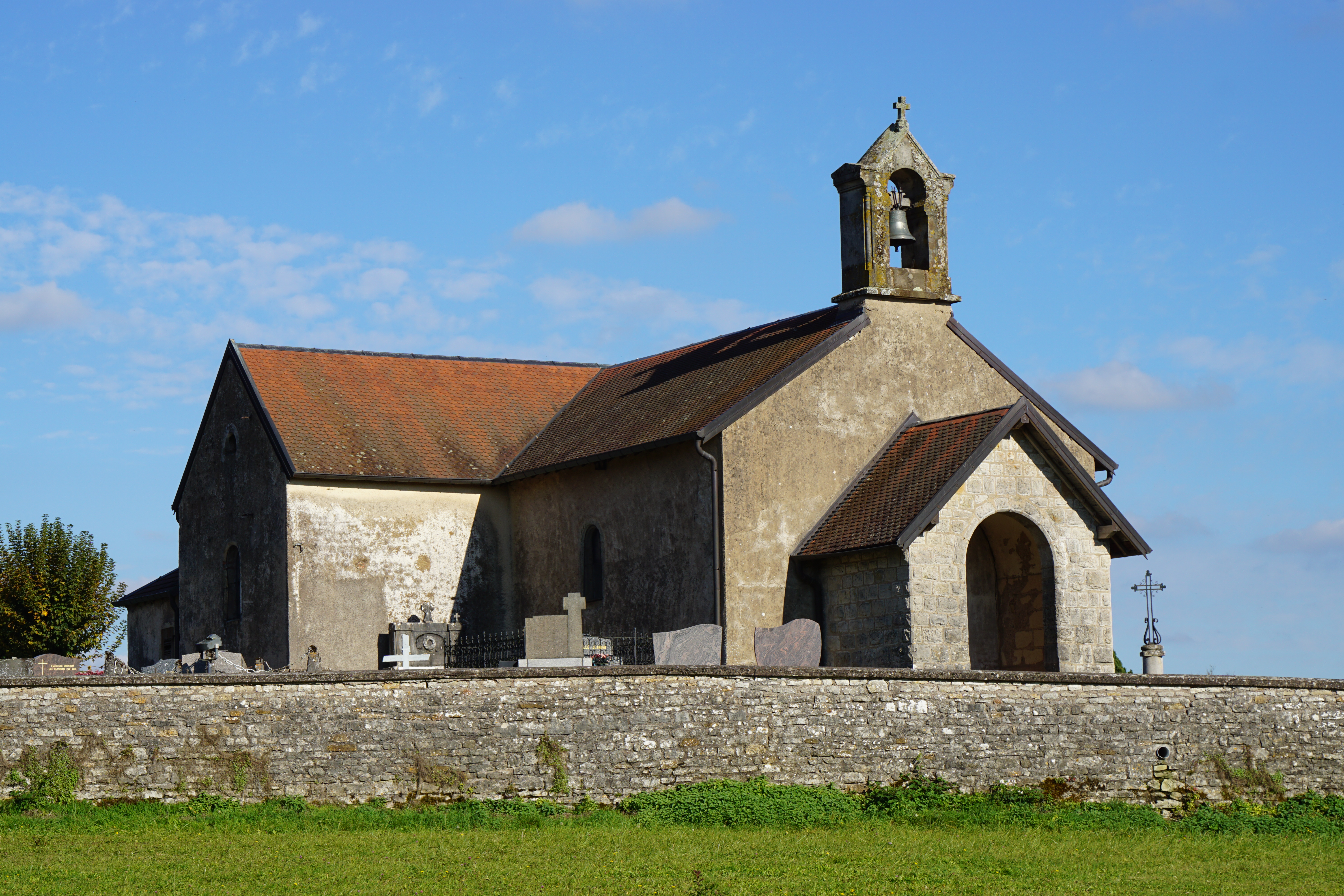
La chapelle Saint-Hilaire.
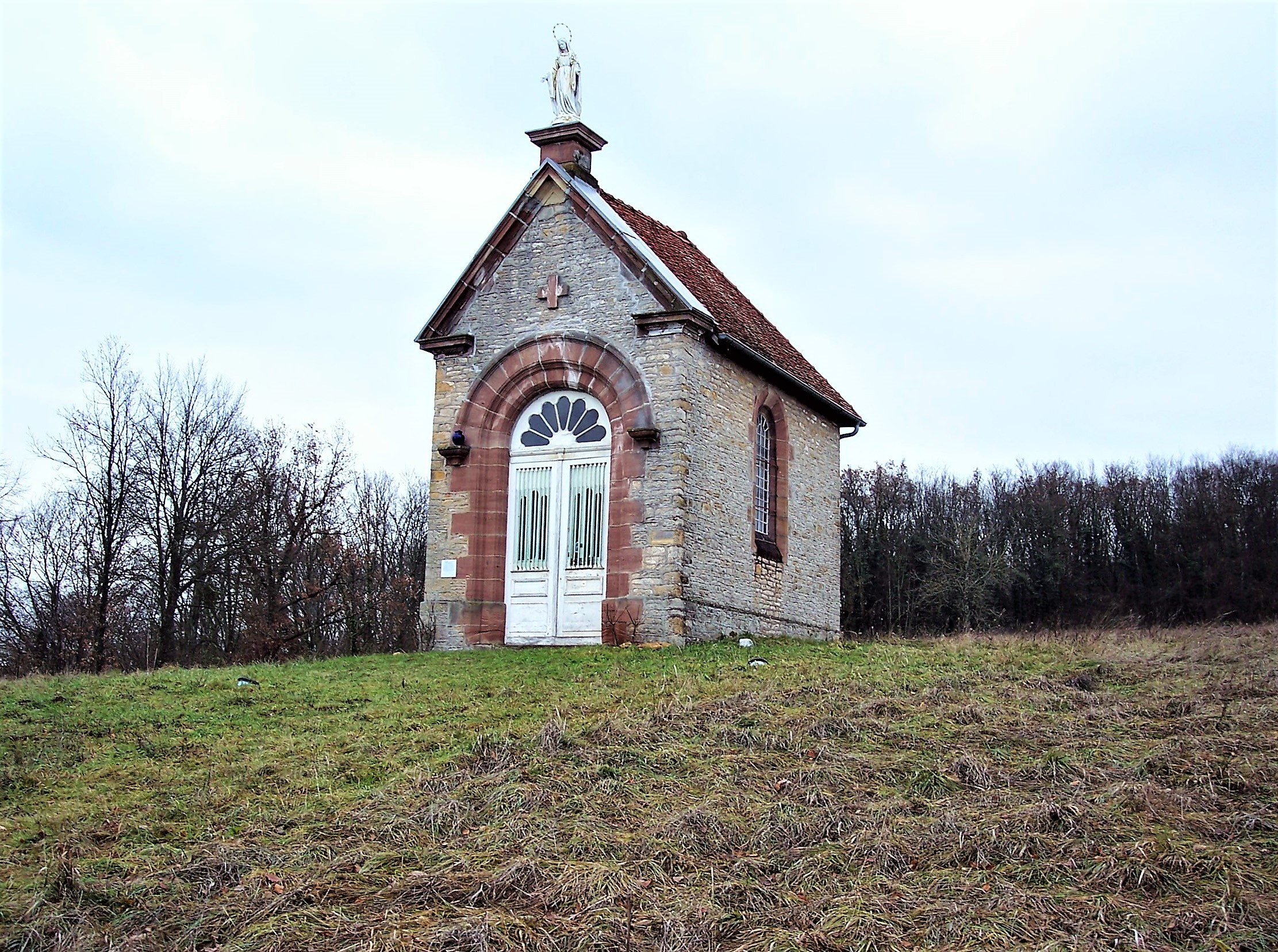
La chapelle de Montaucivey.

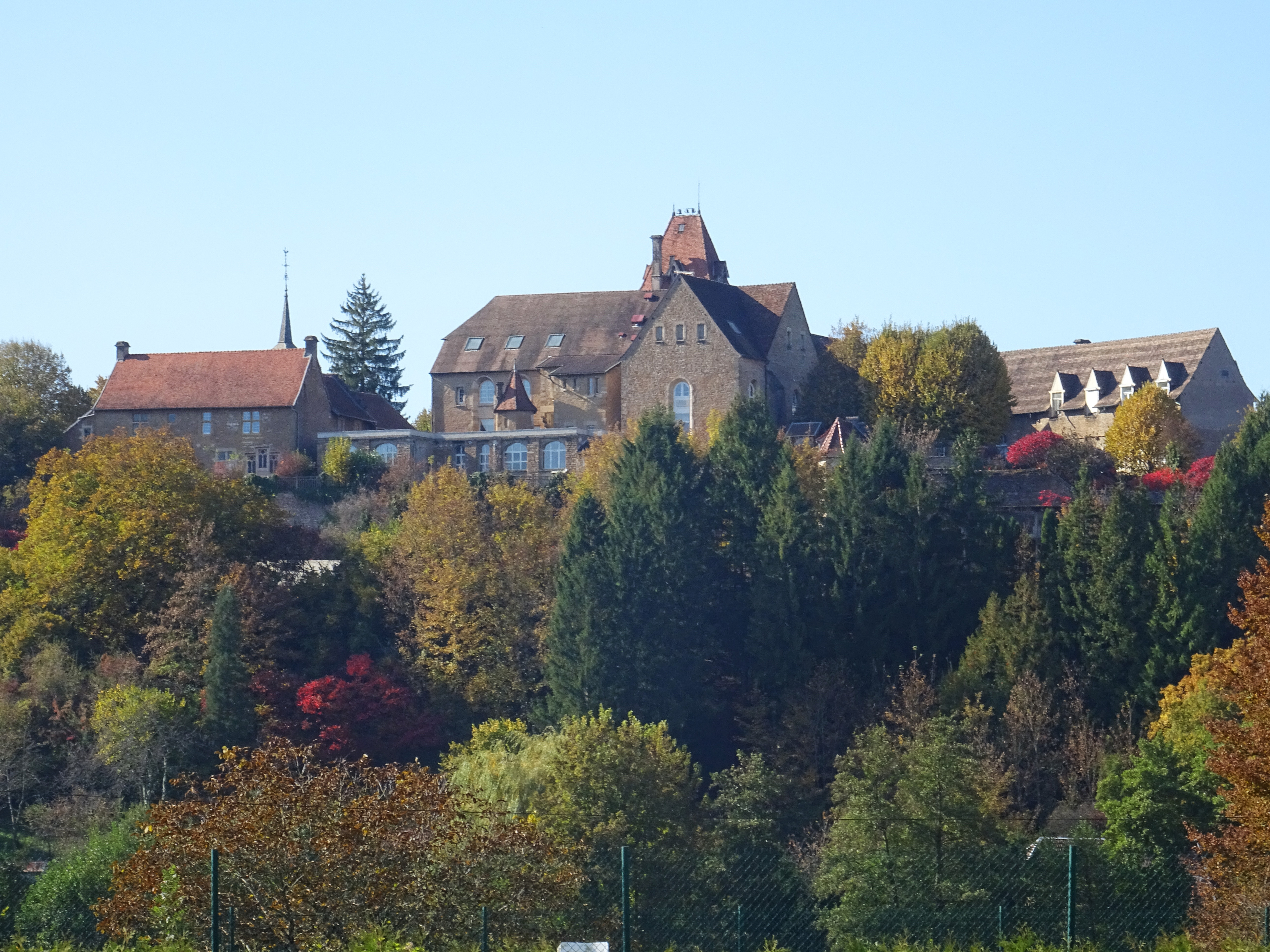
Le couvent des Cordeliers.
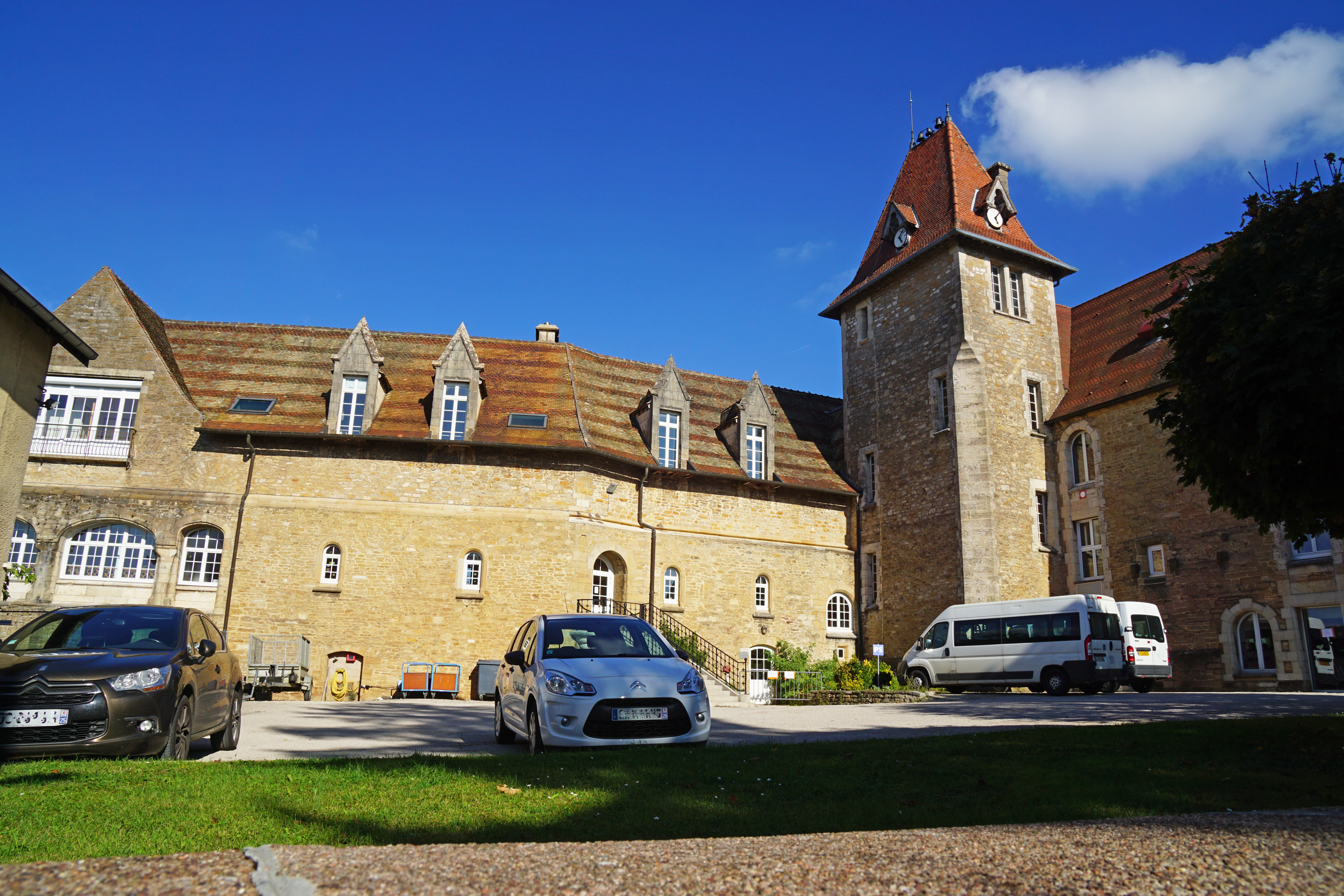
Cour intérieure.
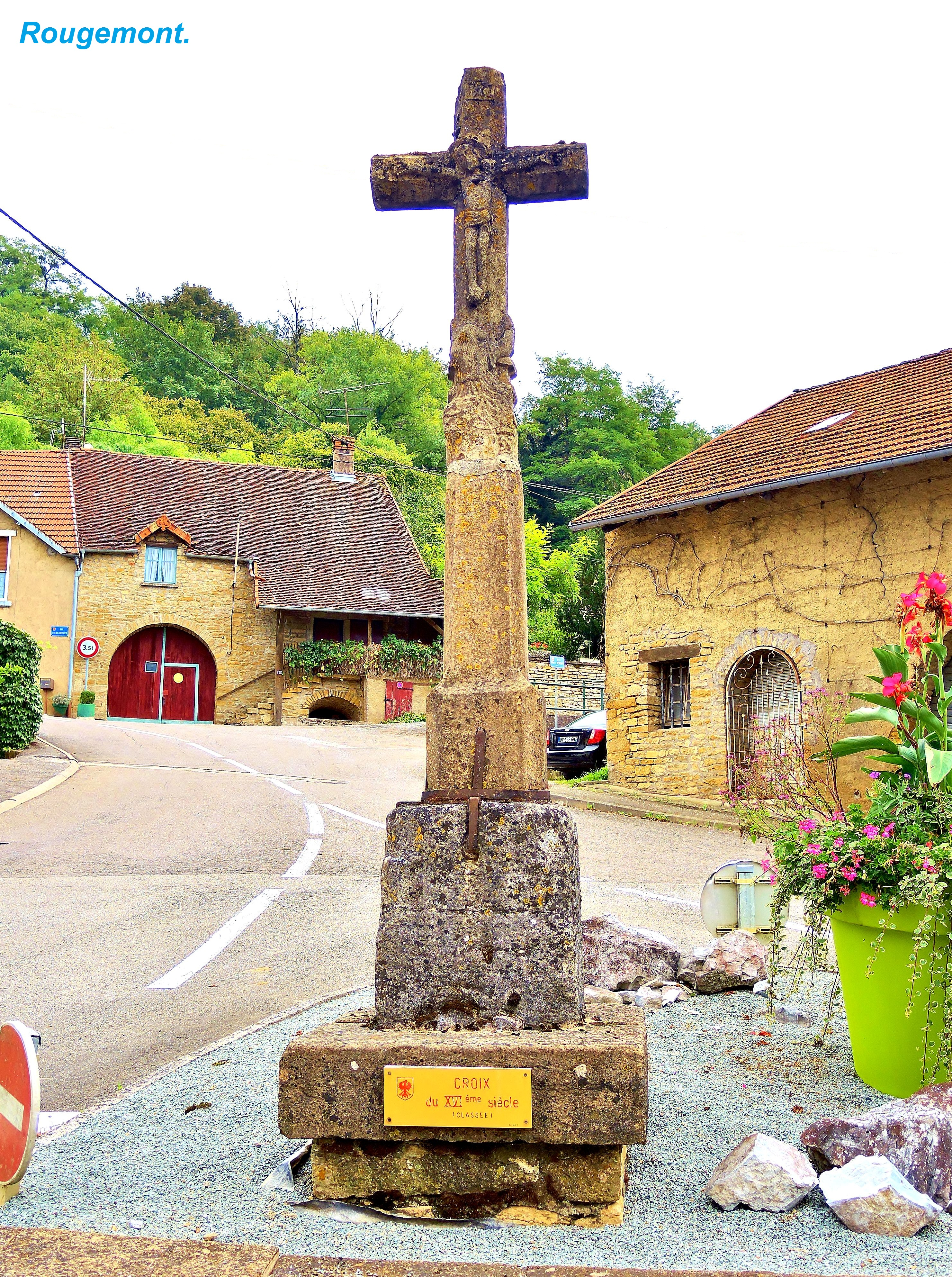
Croix du carrefour de la gendarmerie.

### Monuments militaires
- La nécropole nationale de Rougemont ou reposent 2 169 soldats français de toutes origines, (exhumés d'autres cimetières de l'Est) ayant participé à la libération de l'Est français.
- Le monument aux morts principal.
- Le monument aux morts de la guerre de 1870.

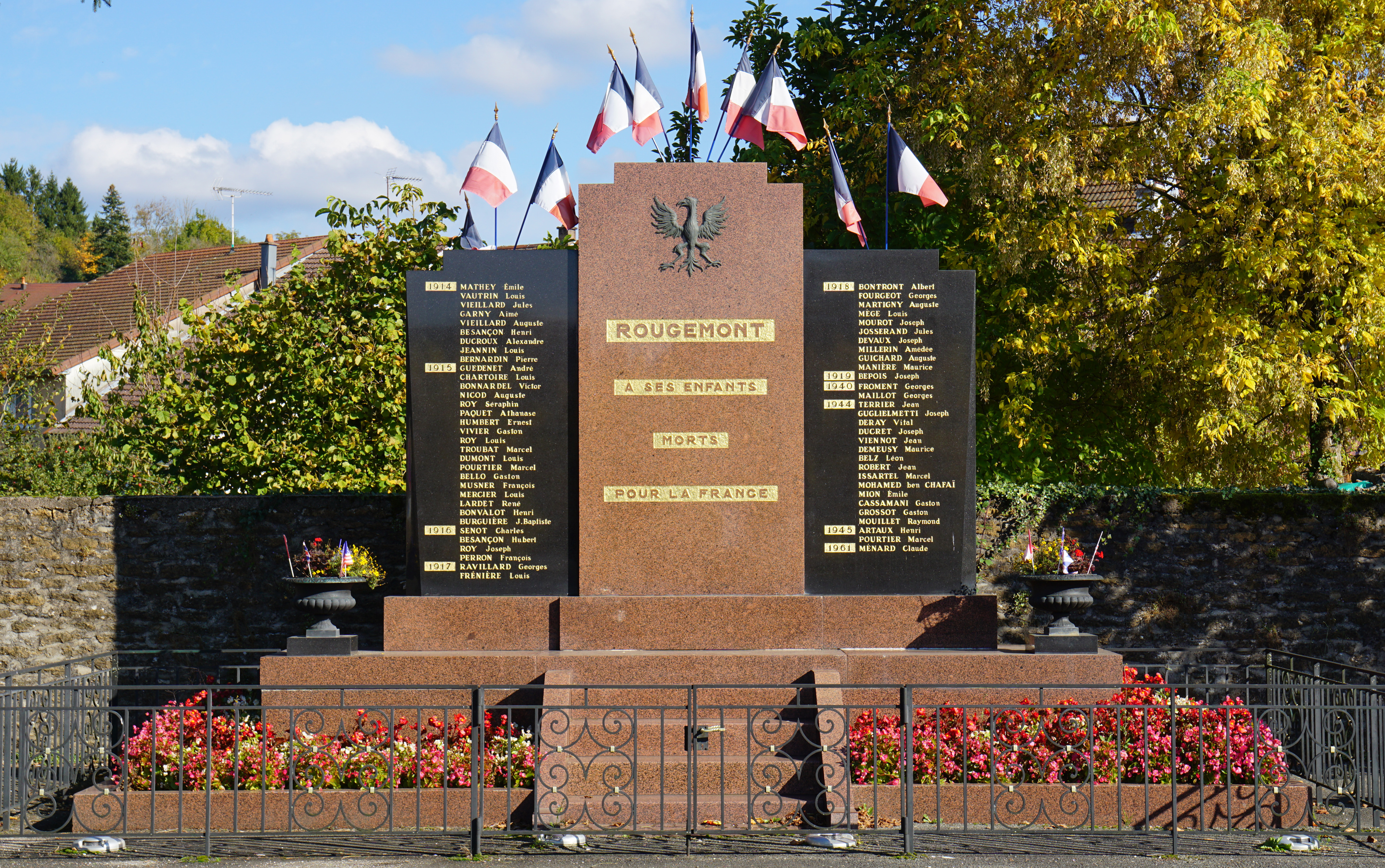
Monument aux morts.
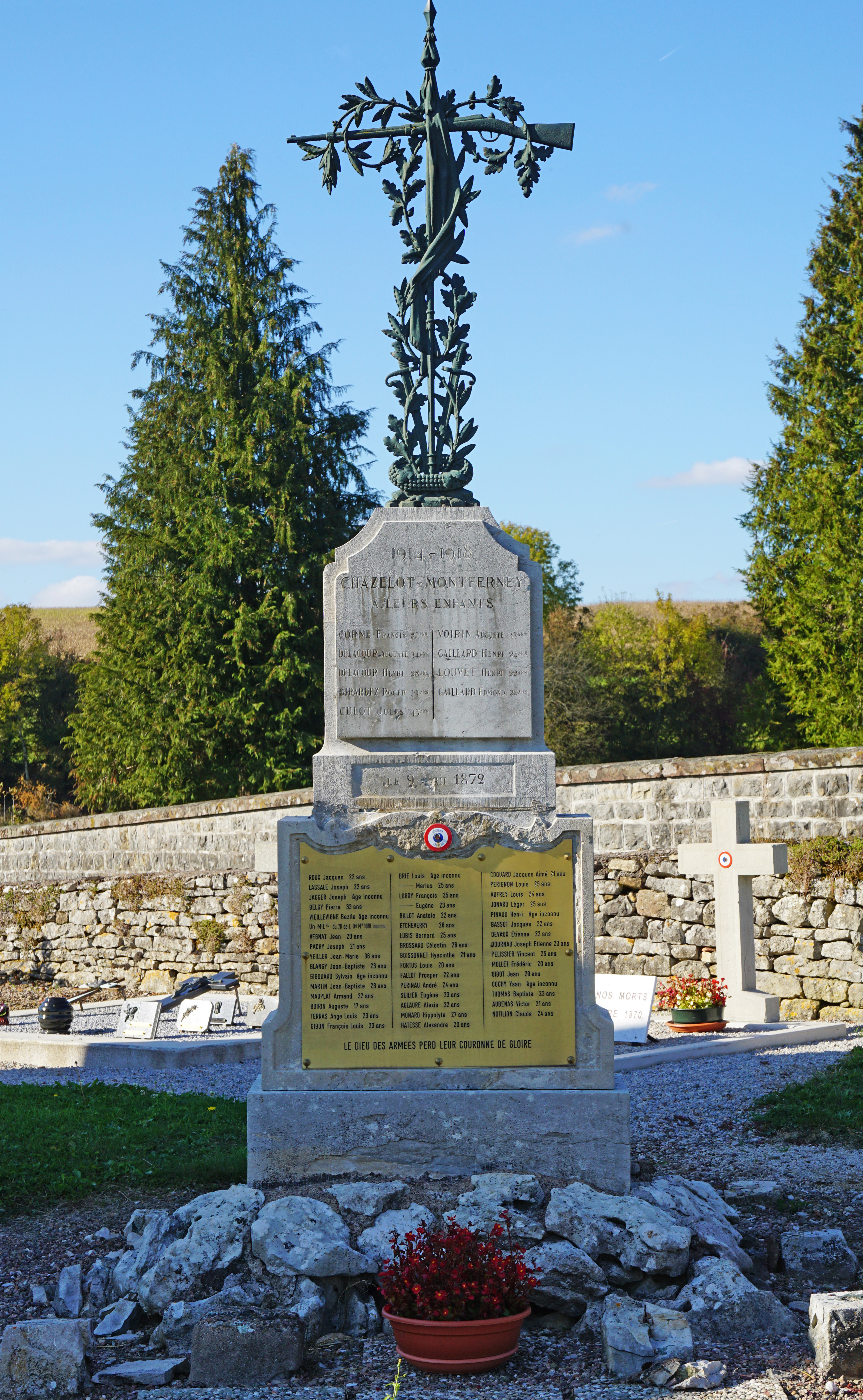
Guerre de 1870.
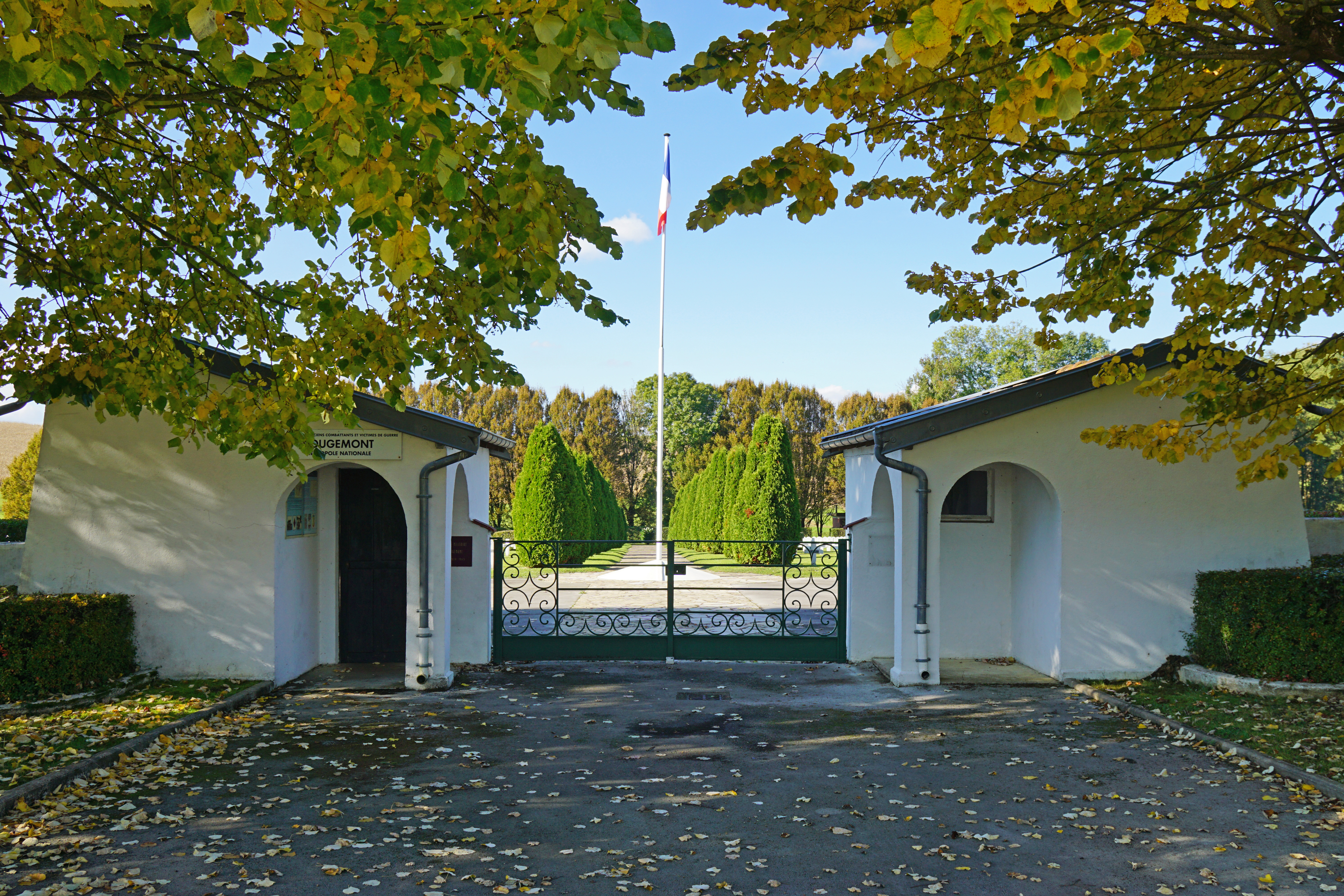
Le cimetière militaire.
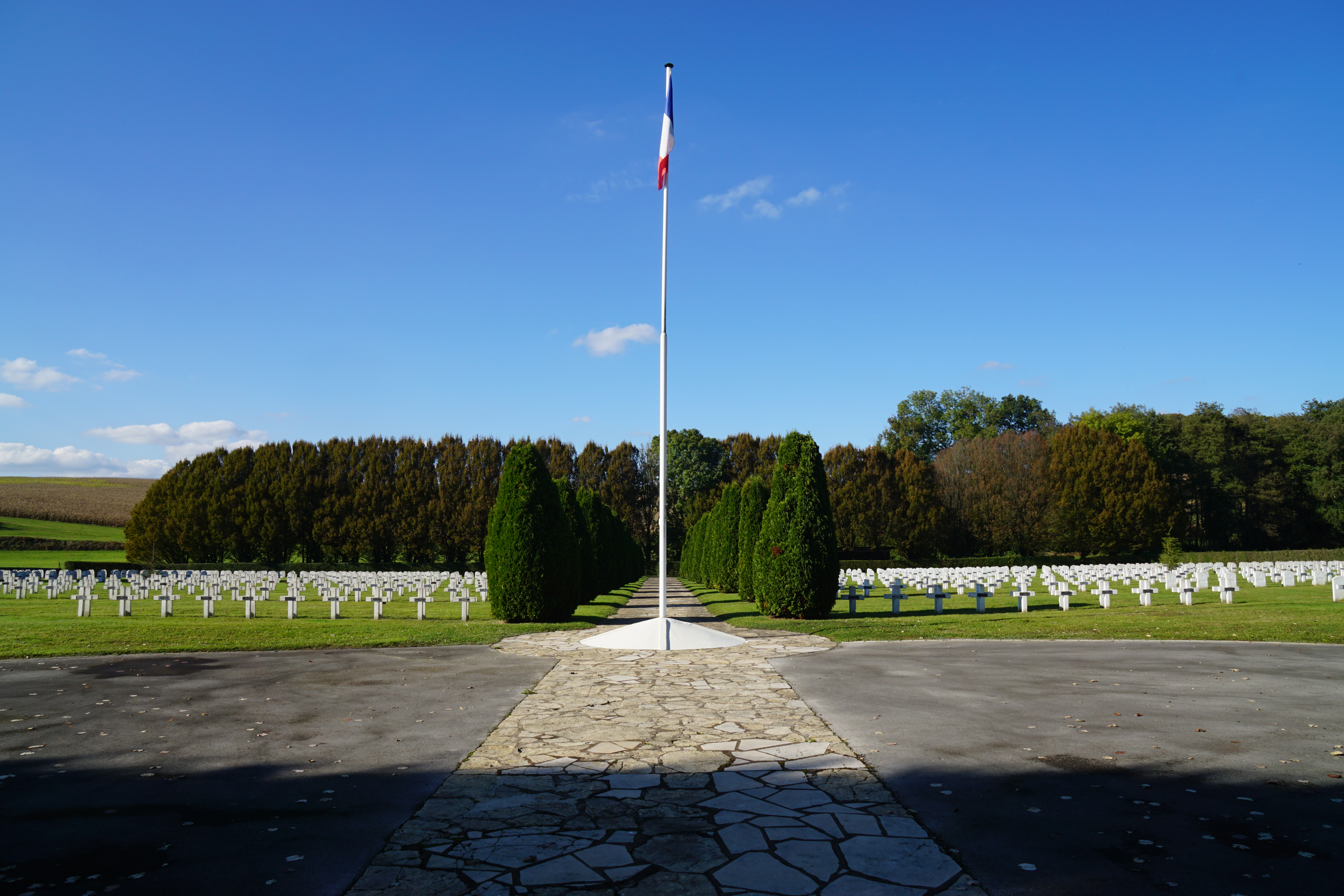

### Autres monuments
- La Maison d'Autrefois, une bâtisse paysanne présentant la vie paysanne et des petits vignerons locaux.
- Manoirs et maisons anciennes.
- L'ancienne gare.
- Les deux ponts sur l'Ognon à Montferney :
  - Pont routier de la D 29.
  - Pont de l'ancienne ligne de Montbozon à Lure transformé en voie verte.

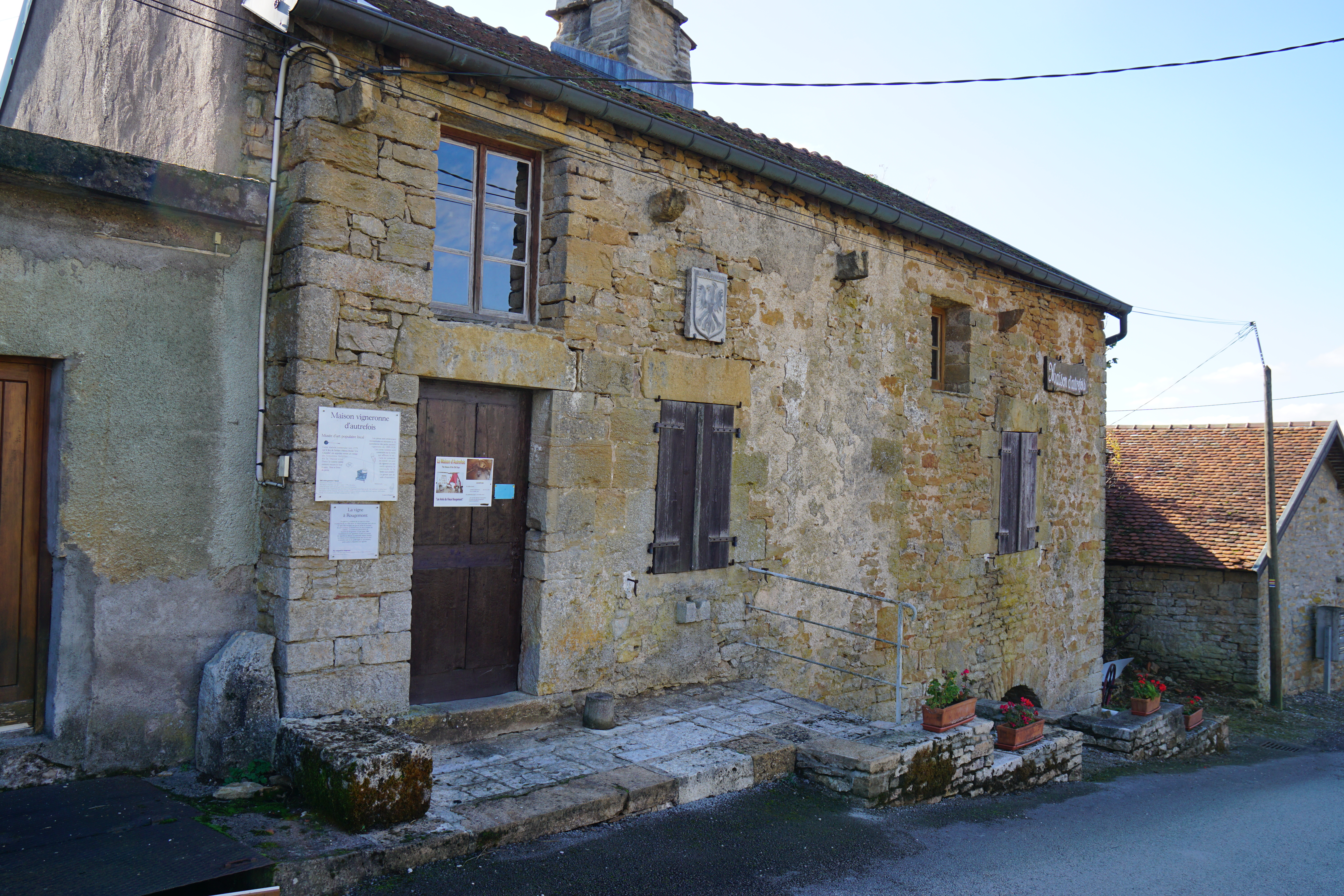
La Maison d'Autrefois.
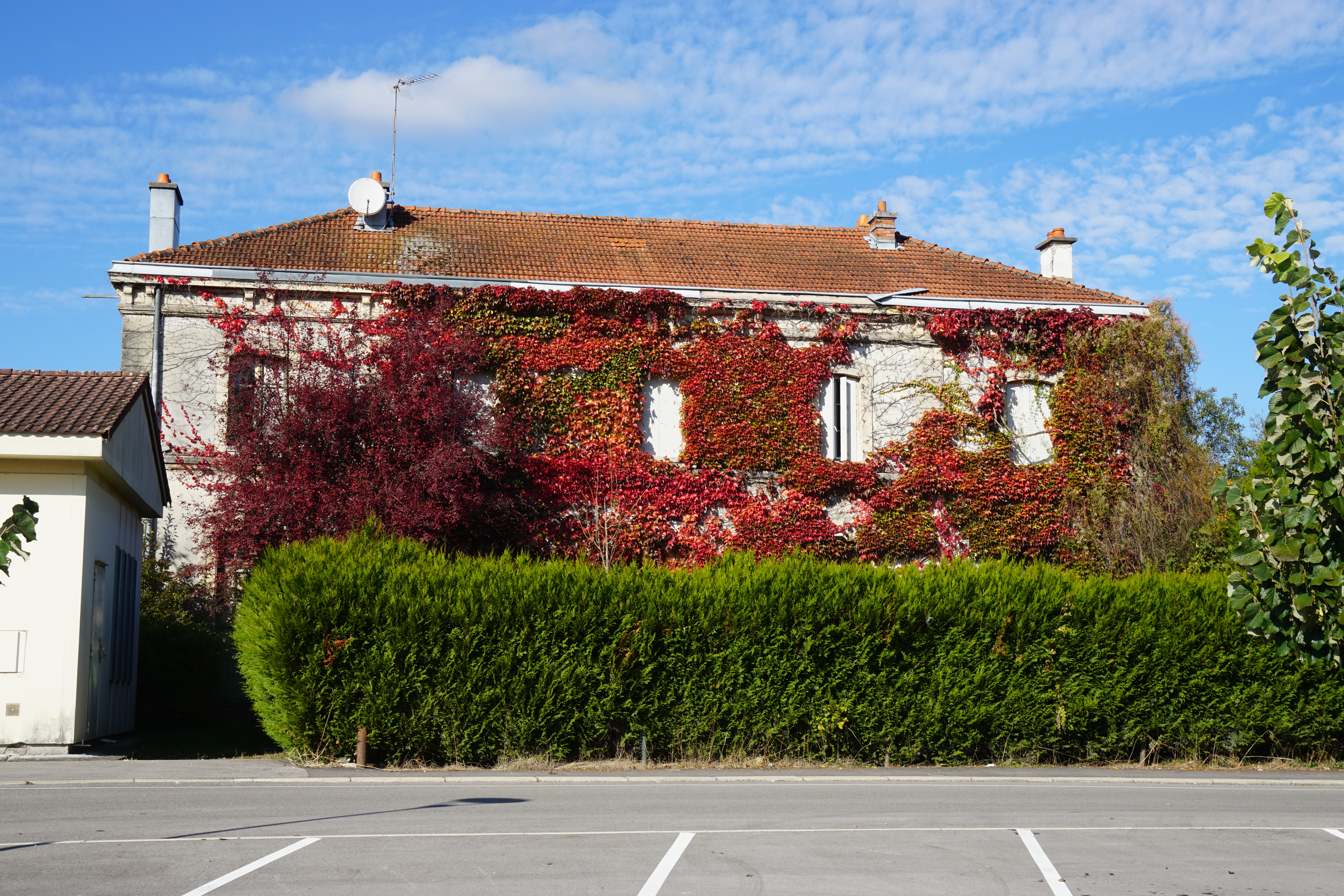
L'ancienne gare de Rougemeont.
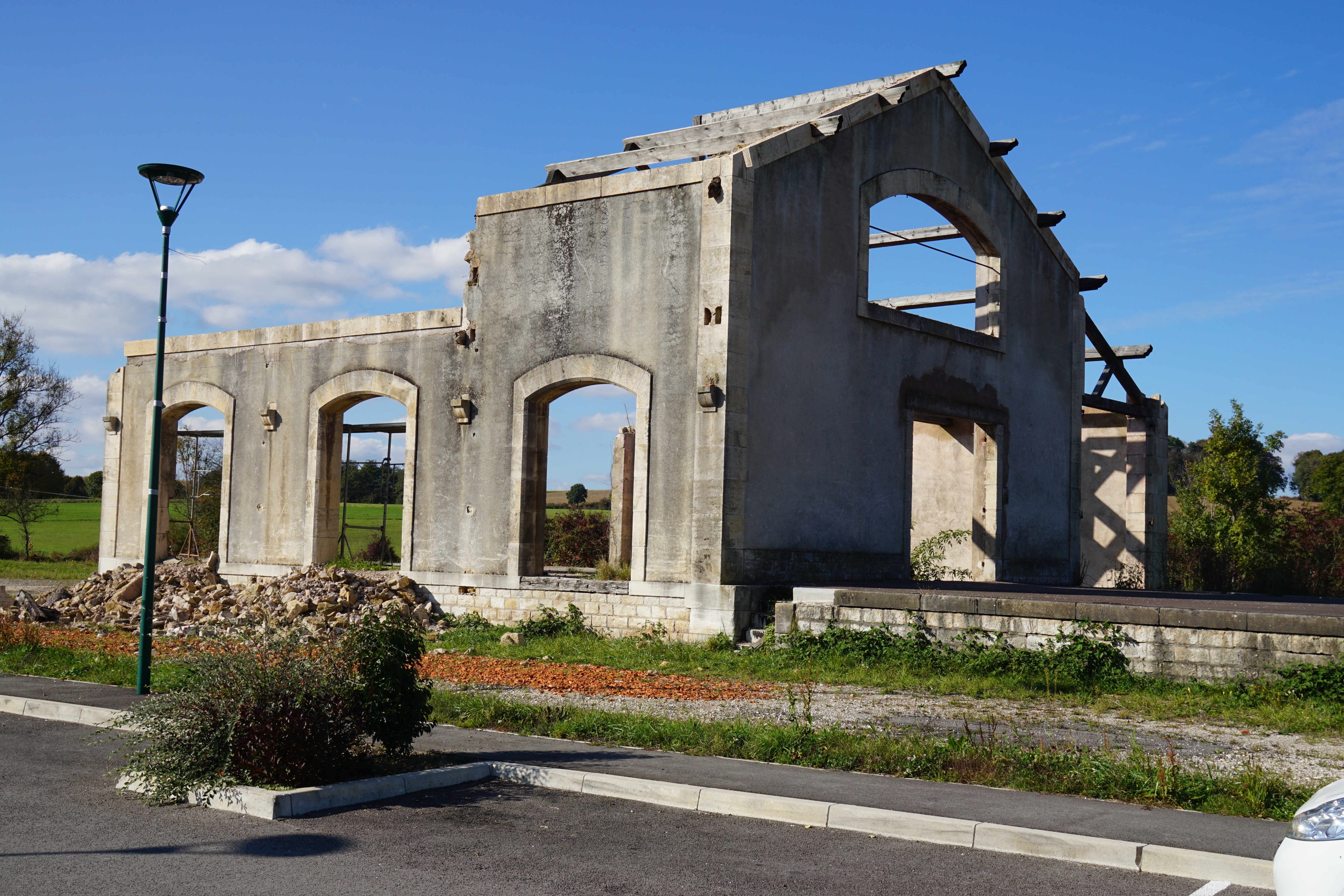
Bâtiment des marchandises de l'ancienne gare.
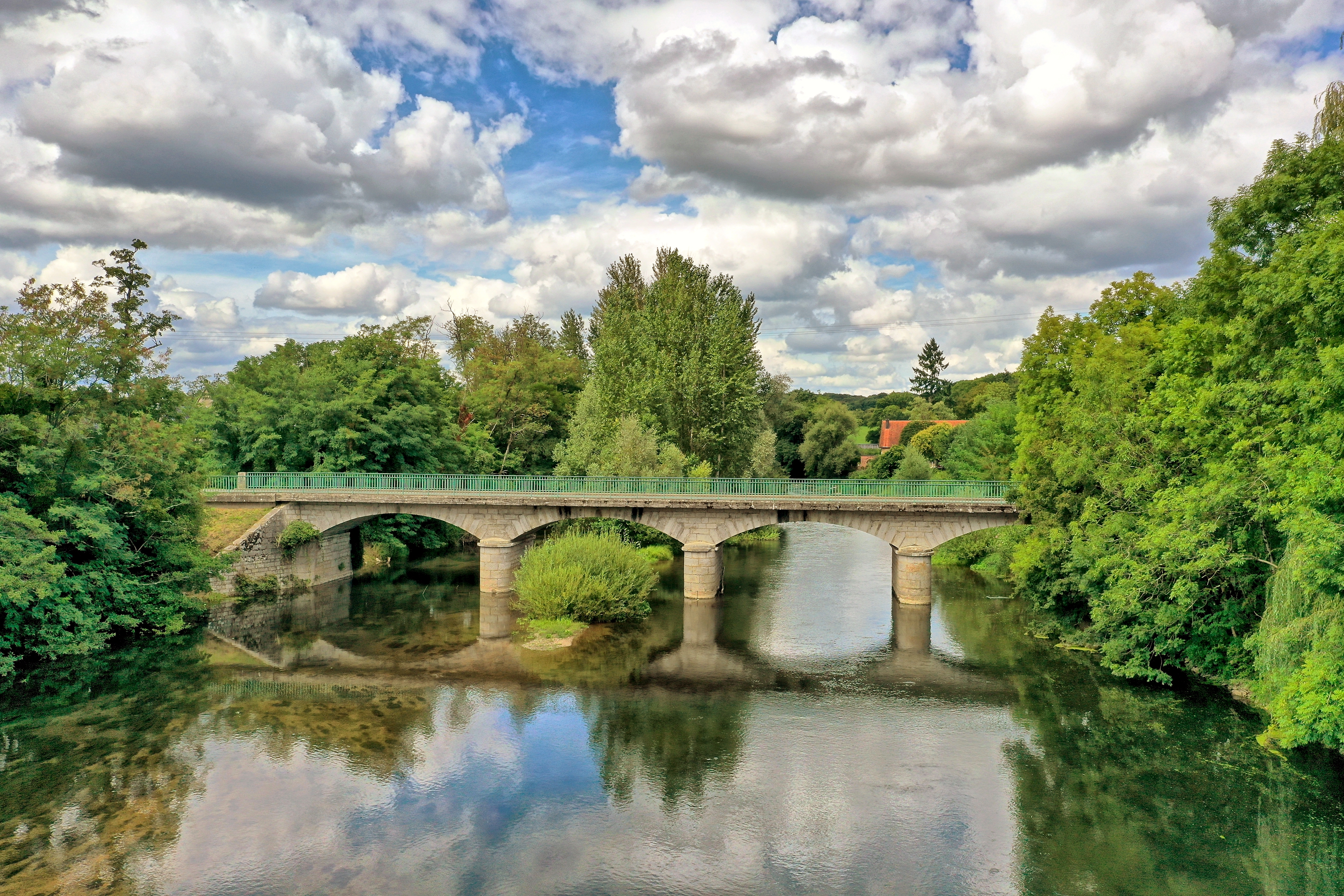
Le pont routier sur l'Ognon.
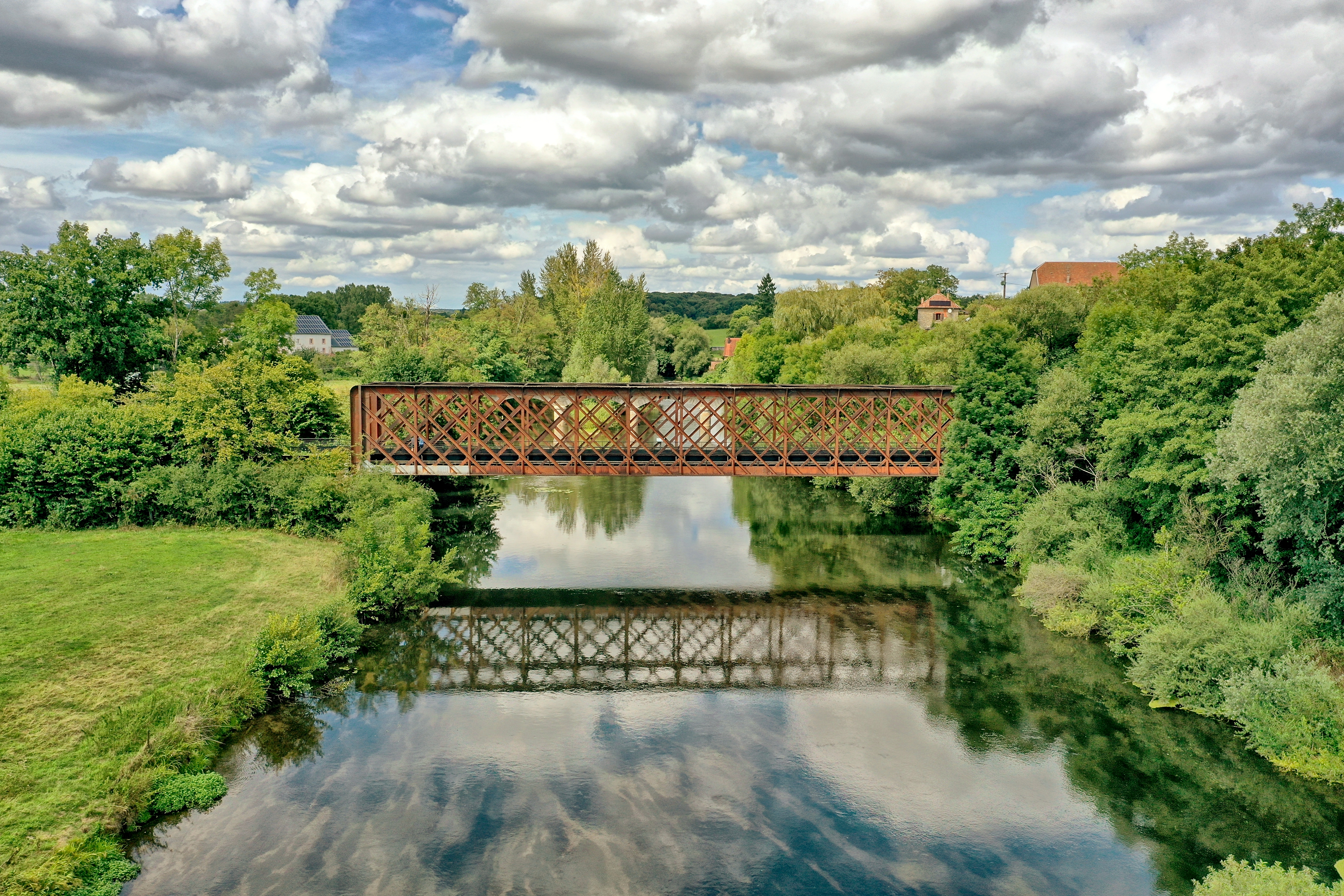
L'ancien pont ferroviaire sur l'Ognon.

- Le lavoir à impluvium[29].
- Les fontaines dont celle de la Mairie[30] recensée dans la base Mérimée.

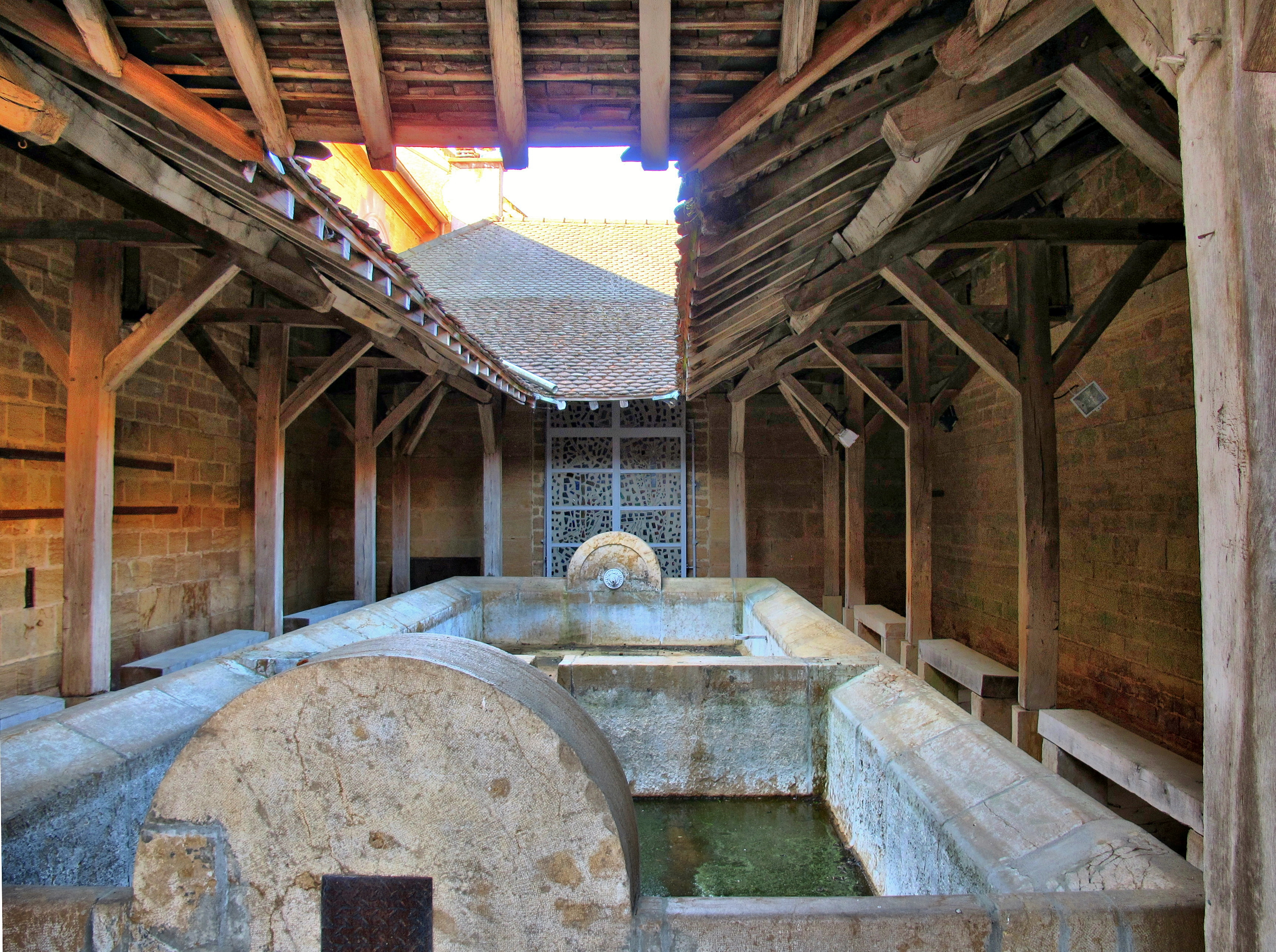
Le lavoir à impluvium.
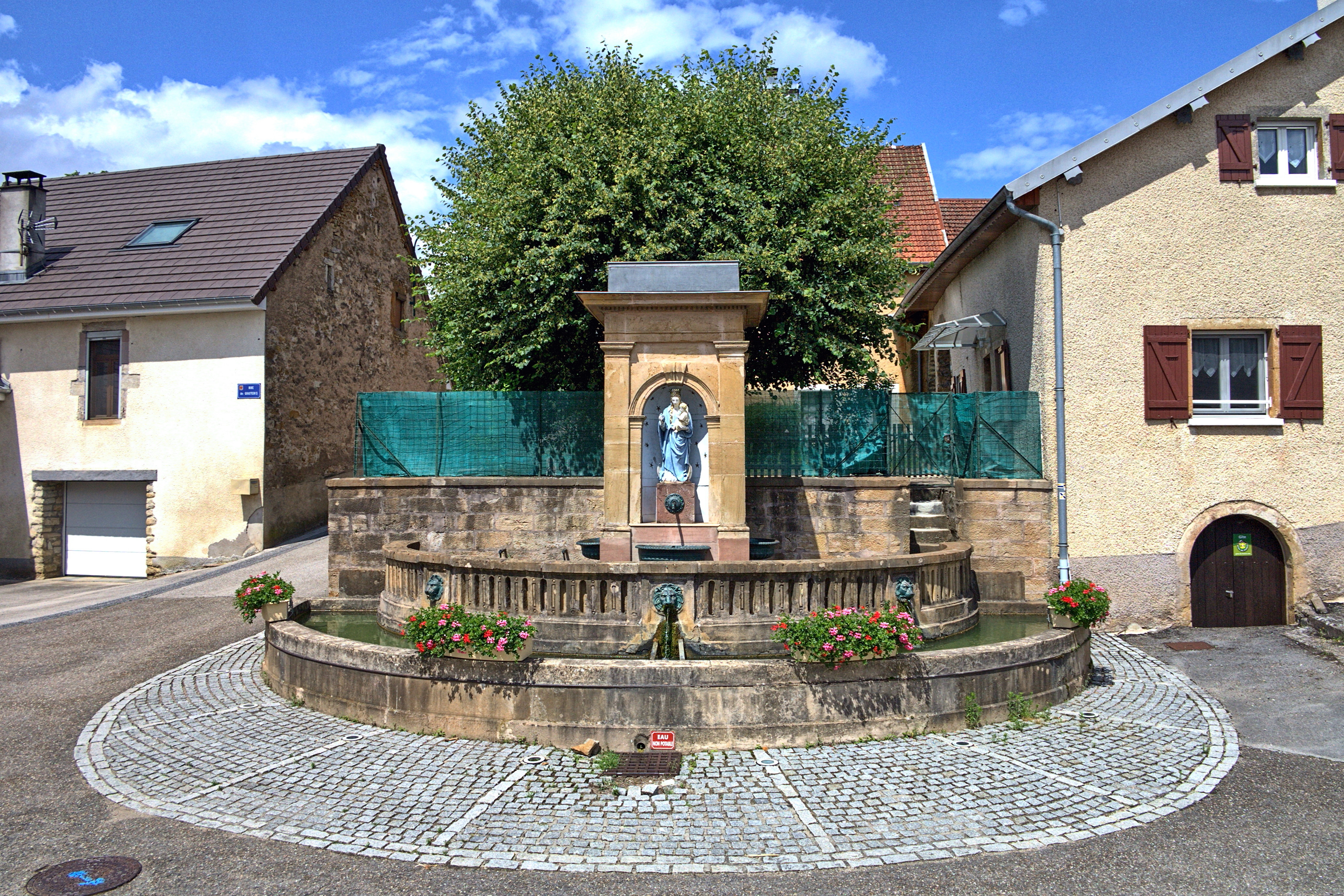
La fontaine de la Vierge.
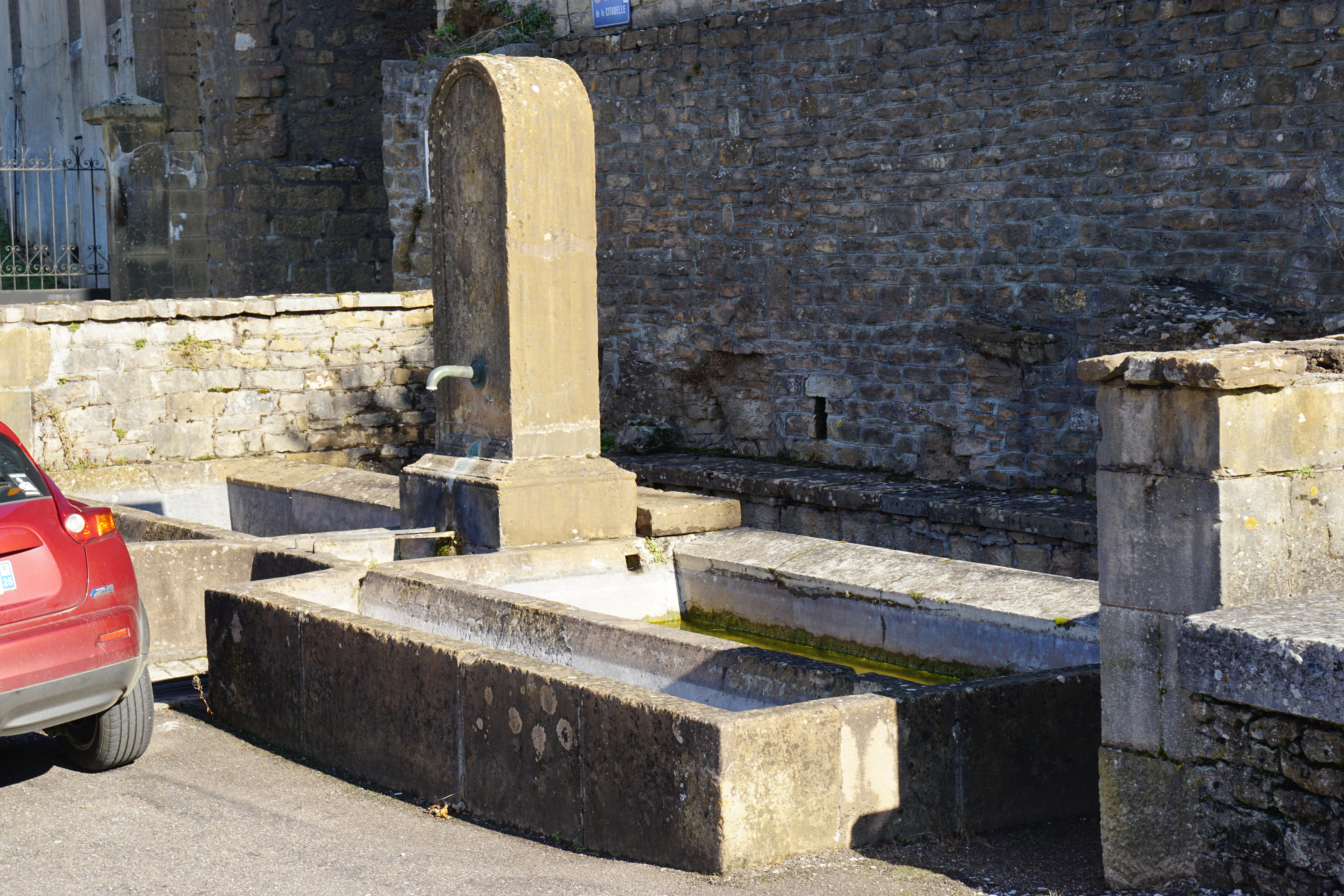
Fontaine de la butte.
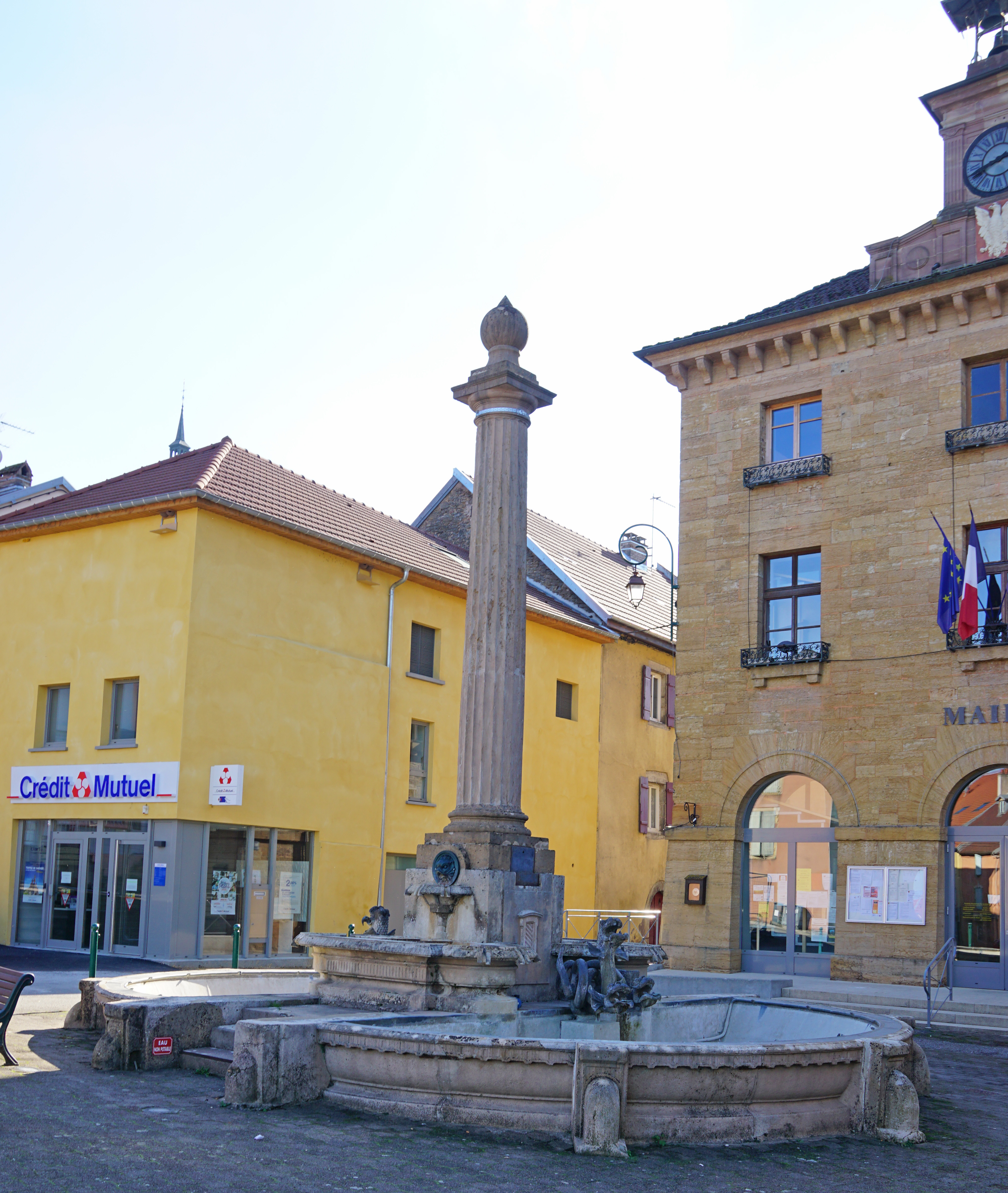
Fontaine de la mairie.
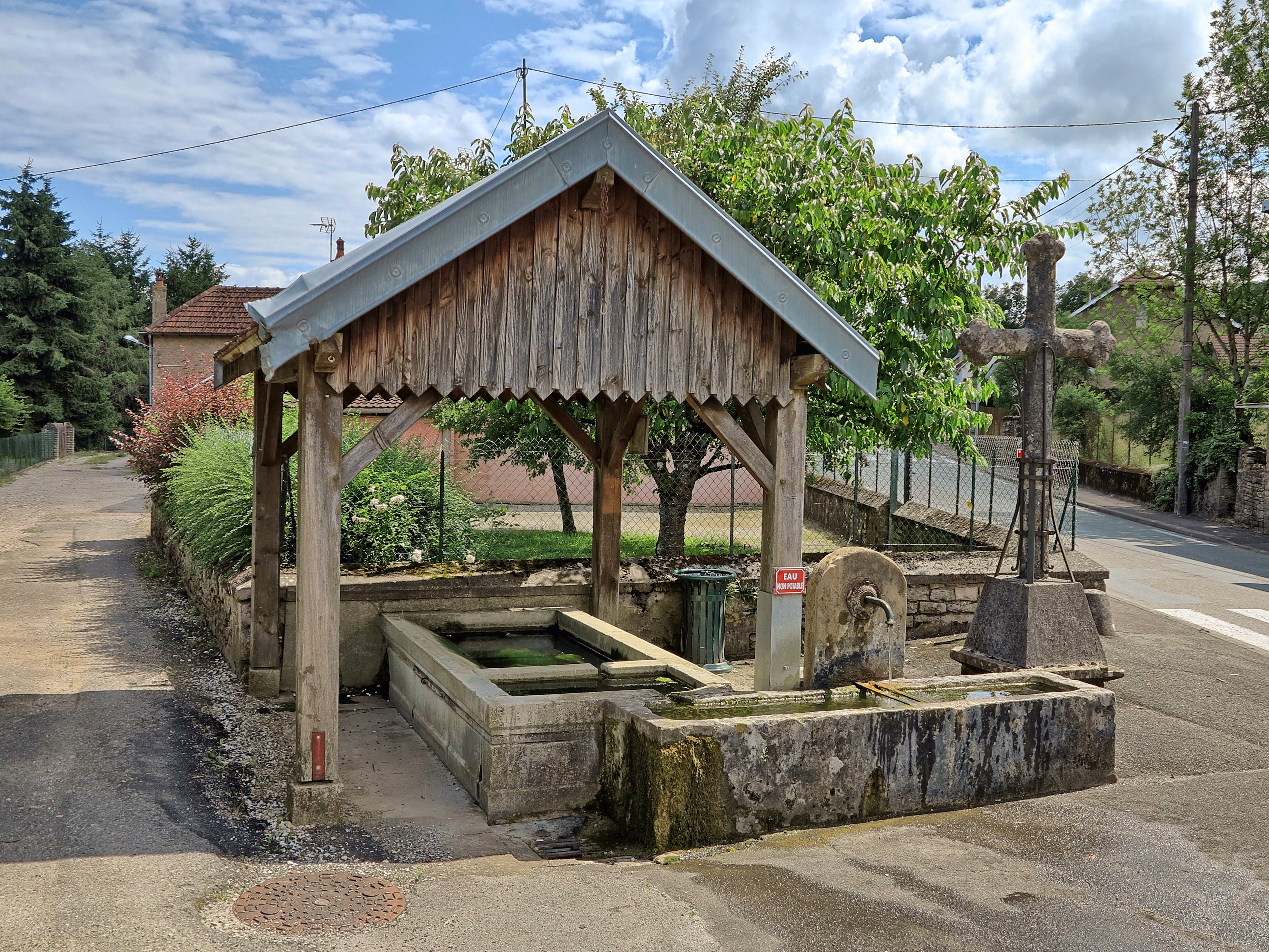
Le lavoir-abreuvoir.

## Personnalités liées à la commune
- Gérard de Rougemont, évêque de Besançon au XIIIe siècle.
- Humbert de Precipiano, archevêque de Malines (Belgique) aux XVIIe et XVIIIe siècles.
- Justin Paillot, pharmacien et botaniste du XIXe siècle.
- Charles-Émilien Thuriet, Magistrat et écrivain. Auteur de l'ouvrage « Étude Historique sur le bout de Rougemont (Doubs) », édition originale, 1877, imprimerie de Dodivers, 94 pages.
- Robert Bichet, homme politique et écrivain. Auteur de l'ouvrage « Histoire de Rougemont », édition originale, 1973, imprimerie  de Persan-Beaumont, 274 pages.
- Jean Robert (1915-1944), Résistant.

## Héraldique
| Blason de Rougemont | Blason  | D’or à l’aigle de gueules becquée et couronnée d’azur. |
| Blason de Rougemont | Détails | Le statut officiel du blason reste à déterminer.       |